# 2024年のスポーツ
2024年のスポーツ（2024ねんのスポーツ）では、2024年（令和6年）のスポーツ関連の出来事についてまとめる。

## できごと

### 1月
- 1日 - 【陸上競技・駅伝】 第68回全日本実業団対抗駅伝競走大会が群馬県内で行われ、トヨタ自動車が4時間49分02秒を記録し8年ぶり4度目の優勝[1]。
- 2日・3日 - 【陸上競技・駅伝】 第100回箱根駅伝（東京・大手町⇔箱根・芦ノ湖往復）で、青山学院大学が2年ぶり7回目の総合優勝を飾る[2]。
- 3日 - 【アメリカンフットボール】 第77回ライスボウルが東京ドーム（東京都文京区）で行われ、富士通フロンティアーズが16-10でパナソニック インパルスを降し大会最多となる3年連続8度目の優勝[3]。
- 5日 - 【陸上競技・駅伝】 関東学生陸上競技連盟（関東学連）は、第101回以降の箱根駅伝の参加資格を「関東学生陸上競技連盟男子登録者」に限定することを発表。本年の第100回は記念大会ということもあり全国に門戸を開放したが、従来の形に戻ることになる。なお予選会敗退チームで編成される「関東学生連合チーム」の扱いについては継続審議とした[4]。
- 7日 - 【ラグビー】 花園ラグビー場（大阪府東大阪市）で行われた第103回全国高等学校ラグビー大会決勝で桐蔭学園高等学校（神奈川）が8-5で東福岡高等学校（福岡）に勝ち3年ぶり4回目の優勝[5]。
- 13日 - 【ラグビー】 国立競技場（東京都新宿区）で行われた第60回全国大学ラグビー選手権・決勝で帝京大学が明治大学を34-15で降し3大会連続12度目の優勝を飾った[6]。なおこの試合では前半22分過ぎに「落雷の可能性がある」として55分間中断するハプニングが起きた[7]。
- 15日 - 【競馬】  マカオ政府はマカオジョッキークラブとの経営権契約を終了し、マカオでの競馬の開催が同年4月1日をもって終了することを発表[8][9]。近年は人気の低下により経営難に陥っていた[10]。
- 21日 - 【ゴルフ】 PGAツアーの2024年レギュラーシーズン第3戦ザ・アメリカン・エキスプレス（カリフォルニア州・PGAウエスト ピート・ダイ・スタジアム・コース）の最終日で、アマチュアのニック・ダンラップ（英語版）（アラバマ大学2年在学中）が通算29アンダー（259ストローク）の大会新記録で優勝。PGAツアーにおけるアマチュア選手の優勝は1991年にフィル・ミケルソンがノーザンテレコム・オープンで優勝して以来33年ぶりの快挙となった[11][12]。ダンラップは25日、同大学においてプロ転向宣言した[13]。
- 28日
  - 【テニス】 2024年全豪オープン（メルボルン・パーク）が閉幕。男子シングルスはイタリアのヤニック・シナーが初優勝[14][15]、女子シングルスはベラルーシのアリーナ・サバレンカが2連覇[16][17]。また、ジュニア男子シングルスでは日本の坂本怜（誉高等学校）が優勝した[18]。
  - 【陸上競技・マラソン】 「第43回大阪国際女子マラソン」（大阪市東住吉区・ヤンマースタジアム長居発着）に於いて、前田穂南（天満屋）が2時間18分59秒のタイムで2位に入線し、2005年のベルリンマラソンで野口みずき（当時・グローバリー）がマークした2時間19分12秒を19年ぶりに更新する日本新記録[注 1]を樹立した[19]。
- 29日 - 【スケート・フィギュア】 スポーツ仲裁裁判所（CAS）はドーピング疑惑が発覚したカミラ・ワリエワ（ロシア）について、2021年12月25日からの4年間の資格停止処分、そして同日以降に出場した全ての競技会の成績及び結果について失格とする処分を科すとした裁定を発表[20]。また、CASの裁定が出たことを受けて国際スケート連盟（ISU）は2022年北京オリンピックフィギュアスケート団体戦に関して同競技に出場したワリエワを失格とし、その得点を抹消した上で全チームの合計得点の再集計を行った。その結果、アメリカ合衆国が金メダル、日本が銀メダルにそれそれ繰り上がり、ロシア[注 2]は3位に降格となることが確定したと発表した[21]。このISUの決定を不服としたROCがCASに処分取り消しを求めて提訴したが、CASは7月25日にISU決定を支持してロシアの提訴を却下したため、改めてアメリカの金メダル、日本の銀メダルが確定した。なお、4位のカナダが1月のCAS決定を不服として別途提訴しているため、3位（銅メダル）確定は現時点ではなされていない[22]。その後、8月7日にフランス・パリでアメリカと日本のメダル授与式が行われた[23]。

### 2月
- 5日 - 【卓球】 日本卓球協会はこの日、「2024パリオリンピック男女日本代表候補予定選手」の選考会議を開催し、その結果、男子は既に選考ポイントで上位2名に入っていた張本智和（智和企画）、戸上隼輔（明治大学）に加えて団体戦要員として篠塚大登（木下マイスター東京）を[24]、女子は同じく選考ポイント上位2名の早田ひな（日本生命レッドエルフ）、平野美宇（木下グループ）に加えて団体戦要員として張本美和（同）を[25] それぞれ選出し、直ちに記者会見を開いて発表した。
- 11日 - 【ゴルフ】 男子プロゴルフ世界三大ツアー[注 3]の一つである「DPワールドツアー」の「コマーシャルバンク カタールマスターズ」（ カタール・ドーハGC）最終日に於いて、星野陸也（興和）が通算14アンダーで優勝し、青木功（日本電建=当時）、松山英樹（LEXUS）、久常涼（SBSホールディングス）に続く日本選手4人目のDPワールドツアー制覇を達成した[26]。
- 15日 - 【陸上競技・駅伝】 創価大学駅伝部は、前年9月に行われた天皇賜盃第92回日本学生陸上競技対校選手権大会（埼玉県熊谷市・熊谷スポーツ文化公園陸上競技場）に出場したケニア出身選手のドーピング検査で、禁止薬物である「ナンドロロン」が検出され、日本アンチ・ドーピング規律パネルから同年10月12日から3年間の資格停止処分を受けたとして謝罪した。当該選手は同年10月9日に島根県出雲市で開催された「第35回出雲全日本大学選抜駅伝競走」に3区のランナーとして出場していた。同選手は7月にケニアに一時帰国した際に倦怠感の体調不良を訴え、その際にナンドロロンの成分が含まれた市販薬を服用し、それが原因で禁止薬物の陽性反応が出たものと見られる。今回の資格停止により日本学生陸上及び出雲駅伝での同選手の成績、及び出雲駅伝での同大学の成績は取り消しとなり、3位の城西大学以降の成績が繰り上がる。なお同選手は11月の「全日本大学駅伝」及び本年1月の「箱根駅伝」には出場していない[27][28]。今回の問題を受け、同部は4月1日付で川嶋伸次（3月末で旭化成コーチを退任、元東洋大学監督）を総監督に迎え入れることを2月21日に発表した[29]。
- 18日（現地時間） - 【ゴルフ】 PGAツアー「ジェネシス招待」（ アメリカ合衆国・カリフォルニア州ロサンゼルスパシフィックパリセーズ・リビエラCC（英語版））最終日で、首位と6打差の7位でスタートした松山英樹（LEXUS）がこの日9バーディー、ノーボギーで回り、通算17アンダー（267ストローク）で逆転優勝。2年ぶりの勝利を飾ると共に同ツアー通算9勝目として崔京周（チェ・キョンジュ、 韓国）を抜き、アジア人単独最多勝利記録となった[30][31]。
- 21日 - 【陸上競技】 順天堂大学時代に箱根駅伝の5区で3年連続で区間賞を獲得、2007年には大学の総合優勝に貢献し初代「山の神」と呼ばれた今井正人（トヨタ自動車九州）がこの日、現役引退を発表。25日に行われた日本陸上競技選手権大会クロスカントリー競走（福岡県福岡市東区・海の中道海浜公園）の男子シニア10kmが現役最後のレースとなった（44位）[32]。
- 25日 - 【陸上競技・マラソン】 大阪マラソン2024（大阪市中央区・大阪府庁前スタート→同区・大阪城公園フィニッシュ）の男子で、初マラソンの國學院大學3年在学中である平林清澄が2時間06分18秒で優勝し、前年の同大会で西山和弥（トヨタ自動車）が記録した2時間06分45秒の初マラソン日本最高記録を27秒更新したほか、横田俊吾（当時青山学院大学4年・現JR東日本）が前年の別府大分毎日マラソンで記録した2時間07分47秒の日本学生記録も1分以上更新した[33]。

### 3月
- 3日 - 【陸上競技・マラソン】 東京マラソン2024（東京都庁前スタート→東京駅前行幸通りフィニッシュ）の男子は、西山雄介（トヨタ自動車）が日本人トップとなる9位でフィニッシュしたものの、日本陸連が事前に定めたパリオリンピックの代表派遣規準設定タイム（MGCファイナルチャレンジ）である2時間5分50秒を上回ることが出来なかった。このため、前年10月のマラソングランドチャンピオンシップで3位となった前回の東京大会で8位に入賞した大迫傑（ナイキ）が、男子3人目の代表に内定した[34]。
- 10日 - 【陸上競技・マラソン】 名古屋ウィメンズマラソン（愛知県名古屋市東区・バンテリンドーム ナゴヤ発着）が行われ、安藤友香（ワコール）が優勝したものの、1月の大阪国際女子マラソンで前田穂南が記録した女子マラソンの日本記録を更新することが出来なかった。このため前田が女子3人目の代表に内定し、パリオリンピックの男女マラソン日本代表の顔触れが出揃った[35]。
- 19日 - 【ゴルフ】 日本男子プロゴルフツアーを主催する日本ゴルフツアー機構（以下、JGTOと表記）はこの日、東京都内のホテルに於いて第12回定時社員総会並びに臨時理事会を催行、任期満了により退任した第4代JGTO会長の青木功の後を引き継ぐ第5代会長に教育学者の諸星裕を選出し、即日就任した[36][37]。
- 22日
  - 【スケート・フィギュア】 世界選手権（ カナダ・ケベック州モントリオール・ベル・センター）の女子シングルで、坂本花織（シスメックス）が同種目3連覇を達成。女子シングルの世界選手権3連覇は1966年から1968年までのペギー・フレミング（ アメリカ合衆国）以来56年ぶり、日本勢では男女通じて史上初の快挙となった[38]。
  - 【陸上競技】 アメリカ合衆国で開催された陸上競技大会「Ron & Sharlene Allice Trojan Invitational」（カリフォルニア州・フェリックスフィールド&ロカースタジアム）女子ハンマー投にて、2022年2月に日本国籍を取得したアメリカ合衆国出身のアイリス・ジョイ・マッカーサー（NMFA）が70m51を投げ、前年の同大会で自身が樹立した69m89を更新する日本新記録を樹立するとともに、日本女子初となる70mを突破する記録となった[39]。
- 31日 - 【ゴルフ】 男子プロゴルフ「DPワールドツアー」の「ヒーローインディアンオープン」（ インド・DLF G&CC）最終日に於いて、中島啓太（フリー）が通算17アンダーで優勝し、青木功、松山英樹、久常涼、星野陸也に続く日本選手5人目のDPワールドツアー制覇を達成した[40]。

### 4月
- 3日 - 【水泳】 オリンピック4大会出場、背泳ぎ選手として2012年ロンドンオリンピックでは個人種目及びメドレーリレーでメダルを3個獲得するなど、日本を代表するスイマーとして活躍した競泳選手の入江陵介（イトマン東進）がこの日、東京都内に於いて記者会見を開き、「3月に出場したパリオリンピック代表選考会でパリオリンピック出場を逸したことなどもあり、これを区切りに現役を引退する」ことを発表した。今後について入江は「後進の育成を手掛けたい。また大学院へ進んで学ぶことも考えている」と明らかにした[41][42]。
- 6日 - 【ゴルフ】 JLPGAツアー「富士フイルム・スタジオアリス女子オープン」（埼玉県比企郡鳩山町・石坂GC）2日目の13番ホールで藤田さいき（JBS）がホールインワンを達成、JLPGAツアーでは単独最多となる自身通算7度目のホールインワン達成となった[43]。
- 18日 - 【バドミントン】 2018年、2019年の世界選手権に於いて連覇を達成し、世界バドミントン連盟（BWF）男子世界ランキングで日本選手初の1位となるなど日本バドミントン界のエースとして君臨したバドミントン選手の桃田賢斗（NTT東日本）がこの日、「4月27日より成都（中国・四川省）にて開催される「トマス杯[注 4]を最後に日本代表から引退する」ことを発表。なお桃田は「国際試合からは退くが、現役選手としての活動は続行する」ことも併せて明らかにしたが[44][45]、その後、11月2日に現役引退を発表した[46]。
- 21日
  - 【陸上競技・マラソン】 「ロンドンマラソン」（ イギリス・ロンドン）がこの日開催され、女子の部でペレス・ジェプチルチル（ ケニア）が2時間16分16秒で優勝し、メアリー・ケイタニー（同）が2017年の同大会でマークした2時間17分1秒を更新する女子単独レースとしての世界新記録を樹立した[47]。
  - 【ゴルフ】 JLPGAツアー「フジサンケイレディスクラシック」（静岡県伊東市・川奈ホテルGC富士コース）最終日で竹田麗央（ヤマエグループHD）が通算12アンダーで優勝、JLPGAツアー史上4人目となる初優勝から2週連続優勝となった[48]。
- 24日
  - 【ラグビー】 ジャパンラグビーリーグワンのNECグリーンロケッツ東葛は、この日、同チーム所属選手で元ラグビー日本代表（キャップ75）選手の田中史朗が2023-24シーズン限りで現役を引退することを発表。なお田中はシーズン終了後に現所属チームのラグビーアカデミーのコーチに就任する予定[49]。
  - 【スキー】 ドリンクメーカーのレッドブル（本社：オーストリア）はこの日、アイスランドのアークレイリにて特設したスーパーフライングヒルジャンプ台に於いて、小林陵侑（日本／TEAM ROY）が291mを飛行し、スキージャンプの最長飛行の世界記録を樹立したことを発表。なお今回のスーパーフライングヒルは国際スキー・スノーボード連盟（FIS）が公認する施設ではないため、小林の記録は正式記録[注 5]として公認されない[51][52]。
- 26日 - 【バレーボール】 日本バレーボールリーグ機構（V.LEAGUE）DIVISION1 WOMENの岡山シーガルズはこの日、所属選手で元日本女子代表の川島亜依美と宮下遥の両選手が5月に開催される「第72回黒鷲旗全日本男女選抜バレーボール大会」（大阪市港区：Asueアリーナ大阪）を最後に現役を引退することを発表した[53][54]。シーガルズは同大会で優勝し、川島と宮下は有終の美を飾ることができた[55]。
- 28日 - 【ゴルフ】 男子プロゴルフ「DPワールドツアー」の「ISPS HANDA 欧州・日本どっちが勝つかトーナメント!」（静岡県御殿場市・太平洋クラブ御殿場コース）最終日に於いて、桂川有人（国際スポーツ振興協会）が通算17アンダーで優勝し、青木功、松山英樹、久常涼、星野陸也、中島啓太に続く日本選手6人目のDPワールドツアー制覇を達成した[56]。

### 5月
- 5日 - 【ゴルフ】 JLPGAツアー公式戦の「第51回ワールドレディスチャンピオンシップ サロンパスカップ」（茨城県つくばみらい市：茨城GC東コース）最終日に於いて、首位から7打差の10位からスタートしたアマチュア選手の李曉松（リ・ヒョソン、大韓民国）が逆転優勝。なお、李は15歳176日でのJLPGAツアー優勝であり、勝みなみ（明治安田生命）が鹿児島高校在学時代の2014年4月に「KKT杯バンテリンレディスオープン」（熊本県・熊本空港CC）で優勝した際の15歳293日を更新する最年少優勝記録[注 6]であると共に、畑岡奈紗（アビームコンサルティング）がルネサンス高校在学時代の2016年「日本女子オープン」（栃木県・烏山城CC）で優勝した際の17歳263日を更新する日本国内メジャー競技大会最年少優勝記録をも更新する歴史的な優勝となった[57][58]。なお、アマチュア選手が優勝したため、優勝賞金2400万円は規定により単独2位の佐久間朱莉（大東建託）が獲得した[59]。その後李はJLPGAに入会申請書を提出し、7月23日付で理事会の審議で承認され入会が認められた。なお登録名は「イ・ヒョソン」に変更される[60]。
- 6日 - 【プロボクシング】 この日東京ドーム（東京都文京区）で行われたWBO世界バンタム級タイトルマッチで、武居由樹（大橋ジム）が王者のジェイソン・モロニー（ オーストラリア）に判定勝ちし王座を獲得するとともに、白井義男（2003年没）[注 7]から続いた日本ボクシングコミッション（以下、JBCと表記）が認定し日本のジムに所属する通算100人目の男子世界王者となった[61]。
- 9日 - 【スケート・フィギュア】 世界選手権の男子シングルで2年連続優勝、平昌オリンピックの男子シングルで銀メダルを獲得するなど羽生結弦（2022年引退）と共に日本フィギュア界の第一人者として活躍した宇野昌磨（トヨタ自動車）がこの日自身のSNSを更新し、「2023-24シーズンをもって現役を引退する」ことを表明した。正式な引退記者会見は14日に行われ、その席で今後について語った[62][63]。
- 17日 - 【陸上競技】 ワールドアスレティックス（WA）の独立機関である「アスレティックス・インテグリティ・ユニット（英語版）」（AIU）は、2023年8月のドーピングテストで異常値が確認され、暫定資格停止処分を受けていたロジャース・ケモイ（英語版）（ ケニア／元愛三工業）に対して、『2023年8月8日に遡って6年間の資格停止処分とする』と共に、『2016年7月18日から2023年8月8日までの間に同人が出場した競技会の全ての記録・結果を無効とする』措置を執ったことを発表した[64]。
- 18日 - 【体操競技】 第63回NHK杯体操選手権女子決勝が高崎アリーナ（群馬県高崎市）で行われ、全日本体操競技選手権大会との合計得点217.162 点で宮田笙子（順天堂大学）が3年連続3回目の優勝、以下2位の岸里奈（戸田市スポーツセンター）、3位の岡村真（相好体操クラブ）、4位の中村遥香（なんば体操クラブ）と団体総合枠で牛奥小羽（日本体育大学）の5名がパリオリンピック日本代表に内定[65]。
- 19日
  - 【体操競技】 第63回NHK杯体操選手権男子決勝が高崎アリーナ（群馬県高崎市）で行われ、全日本体操競技選手権大会との合計得点 342.727点で岡慎之助（徳洲会体操クラブ）が初優勝、以下2位の萱和磨（セントラルスポーツ）と団体総合枠で杉野正尭（徳洲会体操クラブ）と谷川航（セントラルスポーツ）、既に大会前に代表内定を得ていた橋本大輝（セントラルスポーツ）の5名がパリオリンピック日本代表に内定[66]。
  - 【バレーボール】 V.LEAGUE男子2部に所属していた大分三好ヴァイセアドラーが、オーナー兼部長を務めていた男性の死去、またチームの母体となっていたクリニックの運営断念を受けてこの日大分県大分市内で行われたファン感謝祭を最後に無期限の休部となった。所属選手13人のうち一部選手は他チームへ移籍することが決定している[67]。
  - 【空手道】 空手道演武女子の第一人者として長く活躍し、2020年東京オリンピック空手競技「形」種目に於いて銀メダルを獲得した清水希容（ミキハウス）がこの日開催された「全日本実業団空手道連盟 第4回西日本地区大会」（兵庫県尼崎市：ベイコム総合体育館）に於いて引退記念演武を執り行った後、引退記者会見を開き、引退までの経緯や今後についての展望を語った。清水は会見の席で「選手生活は退きますが、空手家として修行精進を続けます」と語り、生涯空手家として歩み続けることを明らかにした[68][69]。
- 21日 - 【ハンドボール】 元日本代表で、キャプテンも歴任した土井レミイ杏利が今シーズン限りで引退することを所属先であるジークスター東京が発表。26年間の競技生活に幕を下ろす[70]。
- 26日
  - 【ラグビー】 JAPAN RUGBY LEAGUE ONE 2023-2024 DIVISION1プレーオフ決勝が国立競技場（東京都新宿区）で行われ、東芝ブレイブルーパス東京が埼玉パナソニックワイルドナイツを24-20で降し旧トップリーグ時代の2009-10年シーズン以来14年ぶり6回目の優勝[71]。
  - 【パラスポーツ・陸上競技】 パラ陸上競技の第一人者として4大会連続で夏季パラリンピックに出場、冬のスノーボード選手としても2018年平昌パラリンピックに出場するなど二刀流でも活躍、日本のパラスポーツに燦然とその名を刻んだ山本篤（新日本住設）がこの日、「世界で戦うことが厳しくなった」として現役引退を表明した[72][73]。
- 28日 - 【ゴルフ】 全米女子プロゴルフ協会（USLPGA）ツアーで通算11勝を挙げ、2014年の「クラフト・ナビスコ選手権」（現：シェブロン選手権）で当時の最年少メジャー優勝者（19歳1か月27日）となり、日本のJLPGAツアーでも2016年の「ワールドレディスチャンピオンシップ」で優勝したレクシー・トンプソン（ アメリカ合衆国）がこの日、自身のSNSに於いて「2024年シーズンを最後に現役を引退する」ことを公表した[74][75]。

### 6月
- 2日 - 【ゴルフ】 USLPGAのメジャー大会「第79回全米女子オープン」（ アメリカ合衆国 ペンシルベニア州・ランカスターGC）最終日が行われ、首位から3打差5位でスタートした笹生優花（ 日本／フリー）が通算4アンダーで逆転優勝し、自身2度目の大会優勝並びに日本人選手として初の複数メジャー大会制覇を達成。また単独2位に渋野日向子（サントリー）が入り、日本人選手のワンツーフィニッシュという形になった[76]。
- 8日 - 【総合】 日本中学校体育連盟はこの日、同連盟が主催する総合スポーツ競技大会『全国中学校体育大会』（全中）について、大会運営などに関与する教職員の負担軽減を図ることや部活動が活発でない競技を大会から除外するなど、2027年度より大会運営方式を大幅に見直すことを発表。全中から除外されるのは水泳、ハンドボール、スキー、体操、新体操、ソフトボール（男子）、相撲、スケート、アイスホッケーの9競技。なお、スキーに関しては開催地との取り決めの関係上、2029年度までは継続とし、2030年度より廃止することとした[77]。
- 24日 -【ゴルフ】 JLPGAツアー「アース・モンダミンカップ」（千葉県袖ケ浦市・カメリアヒルズCC）は、前日の荒天の影響で2021年の「日本女子オープン」以来のJLPGAツアー史上4度目となる予備日での決着となった。大会自体は小祝さくら（ニトリ）が通算16アンダーで優勝し、今季2勝目を飾った[78]。

### 7月
- 7日 - 【陸上競技】 陸上競技の国際サーキット大会「ダイヤモンドリーグ第8戦・ミーティングアレヴァ」（ フランス・パリ／スタッド・シャルレティ）がこの日開催され、女子走高跳に於いてヤロスラワ・マフチフ（ウクライナ）が2m10を記録し優勝すると共に、1987年の世界選手権（ イタリア・ローマ／スタディオ・オリンピコ・ディ・ローマ）でステフカ・コスタディノヴァ（ブルガリア）がマークした2m09を更新する世界新記録を37年ぶりに更新する壮挙を成し遂げた[79]。
- 8日 - 【陸上競技】 日本実業団陸上競技連合は5月17日にドーピング違反により国際団体より資格停止処分が確定し、かつ2016年から2023年までの記録抹消処分を受けていたケニアの陸上競技選手で元愛三工業所属のロジャース・ケモイ（英語版）について、同選手が愛三工業在籍時代に出場した「全日本実業団対抗陸上競技選手権大会」（2016年 - 2018年）の3大会分及び「全日本実業団対抗駅伝競走大会」（ニューイヤー駅伝、2018年 - 2020年、2022年）の4大会分の同選手の記録を失格として抹消すると共に、愛三工業チームについてもこの4大会を失格とすることを発表。これに伴い4大会分の最終順位も変更される[80]。→5月17日の項も参照。
- 9日 - 【バレーボール】 バレーボール日本女子代表主将の古賀紗理那（NECレッドロケッツ川崎）はこの日、自身のInstagramを更新して「2024年パリオリンピックを最後に現役を引退する」ことおよび、「オリンピック終了後に引退記者会見を行う予定である」ことを発表[81]。その後、8月16日に引退記者会見が行われた[82]。
- 14日 - 【ゴルフ】 USLPGAのメジャー大会「アムンディ・エビアン選手権」（ フランス エヴィアン＝レ＝バン・エヴィアン・リゾート・ゴルフクラブ（フランス語版））の最終日が行われ、首位から1打差の2位でスタートした古江彩佳（ 日本・富士通）がバックナインの14番ホールからの残り5ホールで3バーディー、1イーグルをマークし、通算19アンダーで逆転優勝。USLPGAツアー通算2勝目（プロ通算10勝目）を挙げると共に、自身初にして日本人選手として通算4人目となるUSLPGAメジャー大会制覇を果たした[83]。
- 15日 - 【陸上競技】 関西学生陸上競技連盟が主催した陸上競技大会『2024年度第1回長距離強化記録会』（奈良県橿原市・奈良県立橿原公苑陸上競技場）の女子800mタイムレース3レース目において、久保凛（東大阪大学敬愛高等学校）が1分59秒93で1着に入線。この結果、杉森美保（現姓：佐藤、当時京セラ）が2005年の日本選手権で樹立した2分00秒45を19年ぶりに更新すると同時に、かつ日本人選手として初の1分台突入となる日本新記録を樹立した[84]。
- 19日
  - 【体操競技】 日本体操協会はこの日、日本女子代表の宮田笙子（順天堂大学）の未成年者喫煙およびナショナルトレーニングセンター（東京都北区）での飲酒行為など、同人の日本代表行動規範に反する行動が認められたことを受けて東京都内で緊急記者会見を開き、宮田を日本女子代表チームから除外したこと及び、宮田本人からもパリオリンピック出場を辞退する申し出が行われたことを発表[85]。これを受けて協会側は緊急記者会見に於いて会長の藤田直志ら幹部が謝罪すると共に、オリンピック本戦に関しては「国際オリンピック委員会（IOC）への出場エントリー期限が終了していることや、負傷以外での選手交代が認められない規定である」ことを踏まえて補欠登録されていた杉原愛子（TRyAS）を宮田と入れ替えることは出来ないとして、宮田以外のメンバー4人（岸里奈、岡村真、中村遥香、牛奥小羽）で試合を戦うことを表明した[86]。
  - 【プロボクシング】 翌20日に両国国技館（東京都墨田区）で開催される予定だった世界ボクシング機構（WBO）世界スーパーフライ級タイトルマッチ〈王者：田中恒成（畑中ジム） ✕ 挑戦者：ジョナタン・ロドリゲス（ メキシコ）〉の前日計量がこの日執り行われ、挑戦者のロドリゲスが1回目でリミット（52.163 kg）を2.9kgオーバーする55kgを計測。規定では1回目の計量後2時間以内に再計量を行うこととなっていたが、ロドリゲスが脚に痙攣を発症するなどの健康不安が認められたため、両陣営の話し合いにより再計量を見送った上で試合そのものを中止することが決定。なお世界タイトルマッチが出場選手の体重超過により中止となる例は、日本国内では史上初となった[87]。
- 20日 - 【陸上競技】 この日開催された「第64回実業団・学生対抗陸上競技大会〈オールスターナイト陸上〉」（神奈川県平塚市・レモンガススタジアム平塚）の女子100mハードルにおいて、福部真子（日本建設工業）が日本選手初の12秒6台に突入する12秒69の日本新記録を樹立した[注 8][88]。
- 21日 - 【ゴルフ】 JLPGAツアーの「大東建託・いい部屋ネットレディス」（福岡県糸島市・ザ・クイーンズヒルGC）最終日の競技が開催され、川﨑春花（村田製作所）が4日間通算で28アンダー・260ストロークのスコアで優勝し、今季2勝目（ツアー通算4勝目）を挙げ、JLPGAツアー史上、4日間競技のツアー新記録[注 9]を樹立した[89]。
- 24日 - 【五輪】  フランス・パリで行われたIOC総会で、2030年の冬季オリンピックを フランス・アルプス地域で、2034年の同大会を アメリカ合衆国・ユタ州ソルトレイクシティで開催することを決定[注 10][90]。
- 27日 - 【柔道・五輪】 パリオリンピック柔道競技初日の女子48kg級決勝で、角田夏実（SBC湘南美容クリニック）がバーサンフー・バブードルジ（ モンゴル）を下し金メダルを獲得、これによりオリンピック日本選手団は夏季オリンピック通算500個目のメダルを獲得した[注 11][91]。
- 31日 - 【陸上競技】 『全国高等学校総合体育大会陸上競技大会』（福岡市博多区・博多の森陸上競技場）の男子800m決勝に於いて、落合晃（滋賀学園高等学校）が1分44秒80で優勝し、同種目2連覇。この結果、川元奨（当時日本大学）と源裕貴（当時環太平洋大学）が保持していた従来の記録・1分45秒75を更新すると同時に、かつ日本人選手として初の1分44秒台突入となる日本新記録を樹立した[92]。

### 8月
- 3日
  - 【テニス・五輪】 パリオリンピックテニス競技・女子シングルス決勝（スタッド・ローラン・ギャロス）が行われ、鄭欽文（ 中国）がドナ・ベキッチ（ クロアチア）を2-0で下し金メダルを獲得、中国人選手初の同競技金メダリストとなった[93]。
  - 【陸上競技】 第6回九州共立大チャレンジ競技会で郡菜々佳（サトウ食品新潟アルビレックスRC）が円盤投で60m72cmの女子日本新記録を達成（従来の記録は2019年に郡自身が記録した59m3cm）[94]。
- 4日
  - 【ゴルフ・五輪】 パリオリンピックゴルフ競技・男子の最終ラウンドがフランス・サン＝カンタン＝アン＝イヴリーヌのル・ゴルフ・ナショナル（英語版）で行われ、首位と4打差の6位タイでスタートしたスコッティ・シェフラー（ アメリカ合衆国）が62ストロークで回り通算19アンダーで金メダルを獲得、銀メダルには1打差でトミー・フリートウッド（ フランス）、銅メダルには通算17アンダーで松山英樹（ 日本・LEXUS）が入り男子ではオリンピックゴルフ競技日本選手初のメダル獲得となった[95]。
  - 【テニス・五輪】 パリオリンピックテニス競技・男子シングルス決勝（スタッド・ローラン・ギャロス）が行われ、ノバク・ジョコビッチ（ セルビア）がカルロス・アルカラス（ スペイン）を下し金メダルを獲得、これによりジョコビッチはグランドスラム大会優勝とオリンピック金メダルによる生涯ゴールデンスラムを達成。男子シングルスではアンドレ・アガシ（ アメリカ合衆国）とラファエル・ナダル（ スペイン）に次ぐ史上3人目の快挙となった[96]。
- 5日 - 【体操競技・五輪】 パリオリンピック体操競技の男子種目別・平行棒で、岡慎之助（徳洲会体操クラブ）が銅メダルを獲得、これによりオリンピック日本選手団は夏季・冬季合わせて通算600個目のメダルを獲得した[97]。また、岡は鉄棒でも金メダルを獲得、同競技で日本選手の1大会における金メダル3個獲得は1972年ミュンヘン五輪での加藤澤男（当時東京教育大学大学院）以来52年ぶり、1大会におけるメダル4個獲得は1984年ロサンゼルス五輪での具志堅幸司（当時日本体育大学研究生）以来40年ぶりとなった[98]。
- 6日 - 【レスリング・五輪】 パリオリンピックレスリング競技の男子グレコローマンスタイル60kg級決勝で、文田健一郎（ミキハウス）が曹利国（ 中国）を下し金メダルを獲得、日本選手がグレコローマンスタイルで金メダルを獲得するのは1984年ロサンゼルス五輪52kg級の宮原厚次（当時自衛隊）以来40年ぶりとなった[99]。
- 9日 - 【レスリング・五輪】 パリオリンピックレスリング競技の男子フリースタイル57kg級決勝で、樋口黎（ミキハウス）がスペンサーリチャード・リー（ アメリカ合衆国）を下し金メダルを獲得、これによりオリンピック日本選手団は夏季・冬季合わせて通算200個目の金メダルを獲得した[100]。
- 10日 - 【陸上競技・五輪】 パリオリンピック陸上競技の女子やり投に於いて、北口榛花（日本／日本航空）が第1投目に65.80mをマークし、それ以後の他国の出場選手が全てその記録を越えることが出来ず、北口の優勝が決定し、金メダルを獲得。日本の陸上女子選手の金メダル獲得は2004年アテネ大会・女子マラソンの野口みずき（当時・グローバリー）以来3人目であり、かつ五輪フィールド競技種目にて金メダル[注 12]を獲得したのは史上初の壮挙となった[101]。また北口はこの優勝によりオリンピック・世界選手権・ダイヤモンドリーグファイナルの三冠を達成した初の日本人選手ともなった。
- 11日 - 【五輪】 パリオリンピックの閉会式が同日に行われ、日本は7月26日 - 同日までの大会期間中に金20、銀12、銅13の計45個のメダルを獲得（日本としては日本国外で行われた夏季五輪史上最多）。五輪旗がパリ市長からロサンゼルス市長に手渡され、聖火も納火され、同大会は閉幕した[102][103]。
- 18日 - 【ゴルフ】 PGAツアープレーオフシリーズ「フェデックスセントジュード選手権」（ アメリカ合衆国・テネシー州・TPCサウスウィンド）最終日で、単独首位でスタートした松山英樹（LEXUS）が通算17アンダーで優勝。同ツアー通算10勝目をあげるとともに、アジア人初のプレーオフシリーズ優勝となった[104]。
- 30日 - 【陸上競技】 陸上競技日本グランプリシリーズ対象大会の『Athlete Night Games in FUKUI 2024』（福井県福井市：福井運動公園陸上競技場）の初日がこの日開催され、男子砲丸投で奥村仁志（センコー）が試技6投目で19m09を投じて優勝。中村太地（当時ミズノ）が2018年の『ゴールデングランプリ陸上』（大阪市東住吉区：ヤンマースタジアム長居）で樹立した18m85を更新して日本人選手初の19m台突入となる日本新記録を達成した[105]。

### 9月
- 8日
  - 【パラスポーツ】 パリパラリンピックの閉会式が同日に行われ、日本は8月28日 - 同日までの大会期間中に金14、銀10、銅17の計41個のメダルを獲得。パラリンピック旗がパリ市長からロサンゼルス市長に手渡され、聖火も納火され、同大会は閉幕した[106]。
  - 【囲碁】 第10回応氏杯決勝五番勝負の第3局が中国・上海市内で行われ、一力遼九段（日本、河北新報社[注 13]）が謝科九段（中国）を下し、3連勝で日本勢初優勝。優勝賞金40万米ドル（約5700万円）を獲得した[107]。
- 15日 - 【ゴルフ】 JLPGAステップ・アップ・ツアーの「山陽新聞レディースカップ」（岡山県玉野市・東児が丘マリンヒルズGC）最終日で、木下彩（長府製作所）がステップ・アップ・ツアー史上最少となるこの日60ストローク、通算20アンダー・196ストロークでツアー通算2度目の優勝[注 14][108]。
- 21日 - 【自動車】 第35回メディア対抗ロードスター4時間耐久レースが筑波サーキット（茨城県下妻市）で行われ、レース後、「最も長く続いている自動車のワンメイクレースシリーズ」としてギネス世界記録に認定された[109]。
- 29日 - 【ゴルフ】 日本ゴルフ協会（JGA）主催（JLPGAツアー公式戦）の「第57回日本女子オープンゴルフ選手権競技」（茨城県坂東市：大利根CC西コース）最終日の競技に於いて竹田麗央（ヤマエグループホールディングス）が通算10アンダーで優勝。なお、竹田はこの勝利により本年の「第57回ソニー日本女子プロゴルフ選手権大会」（沖縄県・かねひで喜瀬CC）優勝と併せ、史上3人目となる“同一年度での日本二冠[注 15]”を達成すると共に、ツアー初優勝からの同一年度最多勝となる7勝目[注 16]を挙げた[110]。

### 10月
- 8日 - 【プロボクシング】 JBCは、2022年8月のプロデビュー戦から3戦連続で減量に失敗し、計量失格や試合キャンセルの失態を犯した ペルー出身の上江洲タケシ（足利ジム）に対して、9月29日から無期限のライセンス停止処分を科したことを発表。資格停止についてJBCは「競技スポーツとしてのプロボクシングの権威と信用を著しく棄損する行為」と断罪。また同ジム会長の中島大介に対しても「監督責任を負う資格がある」として同日より3か月のライセンス停止処分を科した[111][112]。
- 9日 - 【卓球】 「第27回アジア卓球選手権大会」（ カザフスタン・アスタナ）女子団体決勝戦がこの日開催され、日本女子代表（平野美宇・早田ひな・伊藤美誠（スターツ）・張本美和・大藤沙月（ミキハウス））が中華人民共和国にマッチカウント3-1で勝利[注 17]し、シニアの国際大会では1974年の同大会（日本・横浜市）以来50年ぶりとなる対中国撃破を達成しての大会制覇の壮挙を成し遂げた[113]。
- 10日 - 【テニス】 男子プロテニスのビッグ4[注 18]のひとりであり、4大大会シングルス通算22勝を挙げ、特にクレーコートで開催される全仏オープン[注 19]では抜群の強さを誇ったことから“土魔神”[要出典]“クレー・キング”の異名を取ったラファエル・ナダル（ スペイン）がこの日更新した自身のSNSにて「キャリアに終止符を打つ適切な時期が来た」として今季限りで現役を引退することを表明。なお現役最後の試合として本年11月に開催予定である『デビスカップ・ファイナルズ2024（英語版）』のノックアウトステージ（スペイン・アンダルシア州マラガ／パラシオ・デ・デポルテス・ホセ・マリア・マルティン・カルペナ）への出場を希望し、調整するとしている[114]。
- 11日 - 【バレーボール】 日本バレーボールの新たなトップリーグ・大同生命SVリーグが、この日の男子開幕戦サントリーサンバーズ大阪対大阪ブルテオン戦（東京都渋谷区・東京体育館）で開幕[115]。試合はセットカウント3-0でブルテオンが勝利した[116]。また、翌12日には女子開幕戦・NECレッドロケッツ川崎対埼玉上尾メディックス戦（川崎市中原区・とどろきアリーナ）が行われ、セットカウント3-0でメディックスが勝利した[117]。
- 13日
  - 【卓球】 「第27回アジア卓球選手権大会」（ カザフスタン・アスタナ）男子シングルスに於いて、張本智和（智和企画）が林詩棟（ 中国）をマッチカウント3-1で下し、1974年横浜大会の長谷川信彦（当時蝶友クラブ）以来50年ぶりとなる金メダルを獲得した[118]。
  - 【陸上競技・マラソン】 「第46回シカゴマラソン」（ アメリカ合衆国・イリノイ州シカゴ）が開催され、女子の部でルース・チェプンゲデッチ（英語版）（ ケニア）が大会3度目の優勝を果たすと共に、ティギスト・アセファ（ エチオピア）が前年のベルリンマラソンに於いてマークした2時間11分53秒を更新し、女子として初の2時間10分の壁を突破する2時間9分56秒の世界新記録を樹立した[119]。
- 17日 - 【バスケットボール】 2026年に開幕する予定の新たなトップリーグ「B.LEAGUE PREMIER」の入会審査が行われ、全22チームに参入ライセンスを交付[120][121]。その後、12月26日までに全26チームが出揃い、開幕シーズンの地区割も発表された[122]。
- 18日 - 【水泳】 オリンピック2大会出場、2021年東京オリンピックで女子個人メドレー200mおよび400mで金メダルを獲得した競泳選手の大橋悠依（イトマン東進）が自身の29歳の誕生日を迎えたこの日、東京都内で記者会見を開き、現役を引退することを発表した。今後は東洋大学大学院でスポーツ栄養学を学ぶほか、イトマンスイミングスクールの特別コーチとして後進の育成に当たる[123]。
- 19日 - 【陸上競技・駅伝】 第101回箱根駅伝予選会（東京都立川市・陸上自衛隊立川駐屯地→国営昭和記念公園）が行われ、立教大学が大学史上初の予選会トップ通過[124]、専修大学と東京国際大学が2年ぶりの出場を果たした一方[125][126]、本年の本戦出場校である東京農業大学や明治大学、東海大学などが予選落ちとなった[127][128][129]。
- 20日 - 【陸上競技・駅伝】 第10回プリンセス駅伝in宗像・福津（福岡県宗像市・福津市）が行われ、ユニクロが予選会トップ通過[130]、東京メトロ[注 20]とベアーズが初出場を果たした一方[131]、前回まで24年連続出場を果たしていたワコールや前回初出場のセンコーなどが予選落ちとなった[132]。
- 27日
  - 【陸上競技】 全日本35km競歩高畠大会兼第108回日本選手権35km競歩（山形県東置賜郡高畠町）の男子で川野将虎（旭化成）が35キロメートル競歩で2時間21分47秒の男子世界・アジア・日本新記録を達成（従来の日本記録は前年4月の野田明宏（当時自衛隊体育学校）の2時間23分13秒）[133]。
  - 【二輪】 ロードレース世界選手権2024年シーズン第18戦タイグランプリ（ タイ・チャーン・インターナショナル・サーキット）のMoto2クラス決勝で、小椋藍（MT Helmets - MSI）が2位に入り、Moto2クラスのシーズンチャンピオンを決定させた[134]。日本人ライダーがロードレース世界選手権のシーズンチャンピオンに輝くのは2009年シーズン250ccクラスの青山博一（当時スコット・レーシングチーム250cc）以来15シーズンぶり7人目となり、現在のクラス分けとなってからは初の快挙となった。

### 11月
- 3日
  - 【陸上競技・駅伝】 第65回東日本実業団対抗駅伝競走大会（さいたま市浦和区・埼玉県庁前→熊谷市・熊谷スポーツ文化公園陸上競技場）が行われ、コニカミノルタが11位となり本年まで39年連続で出場していた全日本実業団駅伝（ニューイヤー駅伝）の出場権を逃すこととなった[135]。
  - 【ゴルフ】 USLPGAツアーの「TOTOジャパンクラシック」（滋賀県大津市：瀬田GC北コース）最終日の競技に於いて竹田麗央（ヤマエグループホールディングス）が通算15アンダーで並んだマリア・アレックス（ アメリカ合衆国）との6ホールにおよぶプレーオフを制しUSLPGAツアー初優勝[136]。
- 10日 - 【ゴルフ】 JLPGAツアーの伊藤園レディスゴルフトーナメント（千葉県長生郡長南町・グレートアイランド倶楽部）でメルセデスランキング1位の竹田麗央（ヤマエグループホールディングス）は予選落ちしたものの771.52ポイント差で2位だった山下美夢有（加賀電子）が4位タイ（70ポイント）に終わり、残り2試合を連勝（計700ポイント）を獲得したとしても山下が竹田を上回れない事が決定し、2試合を残して竹田の初の年間女王が決定した[137]。
- 16日 - 【トライアスロン】 2010年のユースオリンピック（シンガポール）で同大会史上第1号となる金メダル獲得選手で、2016年リオ五輪にも出場した佐藤優香（チームケンズ）がこの日、現役引退を発表[138]。翌日（17日）に行われた日本選手権が最後のレースとなった（3位）。
- 24日 - 【ゴルフ】 USLPGAツアー今季最終戦の「CMEグループ・ツアー選手権」（フロリダ州・ティブロンGC（英語版））最終日に於いて古江彩佳（富士通）が8位タイ（13アンダー、275ストローク）、西郷真央（島津製作所）が25位（8アンダー、280ストローク）に入った。この結果、古江が日本人選手として史上初となる年間ベストストローク賞（英語: Vare Trophy）を獲得、西郷が日本人選手として史上2人目[注 21]となる最優秀新人賞（英語: Rookie of the Year Award）の栄誉に輝いた[139][140]。
- 27日 - 【体操競技】 2003年に創部し、オリンピック個人総合2連覇を達成した内村航平や山室光史、田中佑典らが所属していたコナミスポーツ体操部が今季限りで活動休止することを発表[141]。

### 12月
- 1日
  - 【ラグビー】 関東大学対抗戦Aグループの最終戦・早明戦の100回目の試合が国立競技場（東京都新宿区）で行われ、早稲田大学が明治大学を27-24で降し6年ぶり24度目の優勝を17年ぶりの全勝で飾った[142]。
  - 【ゴルフ】 ジャパンゴルフツアー最終戦の日本シリーズ（東京都稲城市・東京よみうりCC）最終日で、ショーン・ノリス（ 南アフリカ共和国）が通算12アンダーで優勝し、デビッド・イシイ（ アメリカ合衆国）以来となる日本3冠（日本ツアー選手権（2017年）・日本オープン（2021年）・日本シリーズ（本年））を達成。また、金谷拓実（yogibo）が単独3位となり、同大会前時点で賞金ランキングトップだった平田憲聖（ELECOM）を抜いて、ツアー史上3度目となる最終戦での逆転で賞金王に輝いた[143][144]。
- 4日 - 【陸上競技】 日本陸連はこの日、今年度の連盟年間表彰『アスレティックス・アワード2024』の各賞受賞者を発表。最高殊勲選手賞（MVP）に当たる「アスリート・オブ・ザ・イヤー」にはパリオリンピック女子やり投金メダル及びWAダイヤモンドリーグ・ファイナル2年連続優勝の北口榛花（日本航空、2年連続2度目）を選出した。また優秀選手賞には短距離ハードル走の村竹ラシッド（日本航空）、競歩の川野将虎（旭化成）、走高跳の赤松諒一（SEIBU PRINCE）の3名を、新人賞には共に男女中距離走の落合晃（滋賀学園高等学校）と久保凛（東大阪大学敬愛高等学校）の2名をそれぞれ選出した。なお、表彰式は同月19日に執り行われた[145][146][147][148]。
- 6日 - 【スケート・フィギュア】 ISUジュニアグランプリファイナル（ フランス・グルノーブル）の女子シングルで、島田麻央（木下グループ）が同種目3連覇を達成。また、和田薫子（グランプリ東海クラブ）が2位、中井亜美（TOKIOインカラミ）が3位に入り、日本勢が表彰台を独占。グランプリファイナルにおける日本勢の表彰台独占はシニアを含めても全種目通じて史上初の快挙となった[149]。
- 10日 - 【ゴルフ】 USLPGAツアーの2025年シーズンの出場権を争うQシリーズ・ファイナルクオリファイイング（最終予選会、 アメリカ合衆国・アラバマ州マグノリア・グローブ・ゴルフ・コース）の最終日がこの日開催され、日本から出場した山下美夢有（加賀電子）が1位、岩井千怜（Honda）が2位となり、また岩井明愛（同）、吉田優利（EPSON）、馬場咲希（サントリー）も25位以内[注 22]に入着し来季のUSLPGAツアー出場権を獲得した。この結果、今年度のメジャー大会であるアムンディ・エビアン選手権を制覇した古江彩佳（富士通）ら来季シード権を確保している選手と併せて総勢13名の日本女子選手が来季のUSLPGAツアーで戦うことが確定した[150]。
- 11日 - 【陸上競技】 日本陸連はこの日、2027年に2028年ロサンゼルスオリンピックマラソン男女日本代表決定戦・第3回マラソングランドチャンピオンシップ（MGC）を開催することと2025年よりジャパンマラソンチャンピオンシップシリーズを継承するMGCシリーズの創設、それにMGCファストパスの導入を発表した[151]。
- 15日 - 【アメリカンフットボール】 第79回毎日甲子園ボウルが阪神甲子園球場（兵庫県西宮市）で行われ、立命館大学パンサーズ（関西1位）が、45-35で法政大学オレンジ（関東1位）を降し9年ぶり9回目の優勝[152]。
- 24日 - 【競輪・自転車競技】 競輪学校第61期生として1988年に花月園競輪場（神奈川県横浜市鶴見区、2010年廃止）に於いてデビューし、通算戦績2931戦909勝、うちGI競走優勝は歴代最多の16回を数え、通算獲得賞金は歴代トップとなる29億3830万1609円を獲得、また自転車競技選手としても1996年アトランタ五輪および2000年シドニー五輪と2大会連続でオリンピックに出場、また1989年の世界選手権（フランス・リヨン）では男子スプリントレースで銀メダルを獲得した実績も待つ競輪選手の神山雄一郎がこの日、本年限りでの現役引退を発表した[153]。
- 30日
  - 【プロボクシング】 翌31日に大田区総合体育館（東京都大田区）で開催される予定であったWBA世界スーパーフライ級タイトルマッチ（フェルナンド・マルティネス【アルゼンチン】対井岡一翔【志成ジム】）は、前日計量が予定されていたこの日になり王者のマルティネスがインフルエンザに感染し、症状が発現したため試合の開催が不可能になったとして中止が決定した[154]。なお、当日の興行自体は試合順の変更を行ったうえで予定通り実施された[155]。
  - 【バドミントン】 「第78回全日本総合バドミントン選手権大会」（東京都調布市：武蔵野の森総合スポーツプラザ）最終日のこの日、各種目の決勝が行われ、女子シングルス決勝では宮崎友花（山口県立柳井商工高等学校）がセットカウント2-0（21-18, 21-24）で仁平菜月（ヨネックス）に勝利し、第68回大会（2014年）の山口茜（福井県立勝山高等学校=当時）以来、10年ぶりとなる高校生女王に戴冠した[156]。

## アメリカンフットボール

### 米国の大会
- 第58回スーパーボウル（2月11日、ネバダ州ラスベガス・アレジアント・スタジアム）
  - カンザスシティ・チーフス（AFC西地区、2年連続4度目） 25-22 サンフランシスコ・フォーティナイナーズ（NFC西地区）[157]

### 日本の大会
- 第77回ライスボウル（1月3日、東京都文京区・東京ドーム）
  - 富士通フロンティアーズ（大会3連覇・3年連続8度目） 16-10 パナソニック インパルス[158]
- 第79回毎日甲子園ボウル（12月15日、兵庫県西宮市・阪神甲子園球場）
  - 立命館大学パンサーズ（関西1位、9年ぶり9度目） 45-35 法政大学オレンジ（関東1位）[159]

## ボートレース
SG・プレミアムGI【PGI】・レディースオールスター・レディースチャレンジカップ競走・賞金女王シリーズ戦の優勝者についてのみまとめるものとする。
| グレード | 競走名                                                                 | 開催競艇場 | 期間             | 優勝者                                             |
| -------- | ---------------------------------------------------------------------- | ---------- | ---------------- | -------------------------------------------------- |
| PGI      | 第5回ボートレースバトルチャンピオントーナメント競走（BBCトーナメント） | 大村       | 1月11日 - 14日   | 関浩哉（群馬）                                     |
| GII      | 第8回レディースオールスター                                            | びわこ     | 2月20日 - 25日   | 渡邉優美（福岡）                                   |
| SG       | 第59回鳳凰賞競走（ボートレースクラシック）                             | 戸田       | 3月15日 - 20日   | 毒島誠（群馬）                                     |
| PGI      | 第25回名人戦競走（マスターズチャンピオン）                             | 鳴門       | 4月16日 - 21日   | 菊地孝平（静岡）                                   |
| GII      | 第9回レディースオールスター                                            | 宮島       | 5月7日 - 12日    | 守屋美穂（岡山）                                   |
| SG       | 第51回笹川賞競走（ボートレースオールスター）                           | 多摩川     | 5月21日 - 26日   | 定松勇樹（佐賀）                                   |
| SG       | 第34回グランドチャンピオン決定戦競走（グランドチャンピオン）           | 尼崎       | 6月25日 - 30日   | 土屋智則（群馬）                                   |
| SG       | 第29回オーシャンカップ競走                                             | 大村       | 7月23日 - 28日   | 茅原悠紀（岡山）                                   |
| PG1      | 第38回女子王座決定戦競走（レディースチャンピオン）                     | 福岡       | 8月7日 - 12日    | 遠藤エミ（滋賀）                                   |
| SG       | 第70回モーターボート記念競走（ボートレースメモリアル）                 | 丸亀       | 8月27日 - 9月1日 | 馬場貴也（滋賀）                                   |
| PG1      | 第11回ヤングダービー競走（ヤングダービー）                             | 桐生       | 9月18日 - 23日   | 関浩哉（群馬）                                     |
| SG       | 第71回全日本選手権競走（ボートレースダービー）                         | 戸田       | 10月22日 - 27日  | 桐生順平（埼玉）                                   |
| GII      | 第11回レディースチャレンジカップ競走                                   | 下関       | 11月19日 - 24日  | 三浦永理（静岡）                                   |
| SG       | 第27回チャレンジカップ競走                                             | 下関       | 11月19日 - 24日  | 河合佑樹（静岡）                                   |
| SG GP    | 第39回賞金王決定戦競走（ボートレースグランプリ）                       | 住之江     | 12月17日 - 22日  | シリーズ 前田将太（福岡） 決定戦 毒島誠（群馬）    |
| GIII PGI | 第13回賞金女王決定戦競走（クイーンズクライマックス）                   | 蒲郡       | 12月26日 - 31日  | シリーズ 勝浦真帆 （岡山） 決定戦 遠藤エミ（滋賀） |

## 卓球
- 全日本卓球選手権大会（1月22日 - 28日、東京都渋谷区・東京体育館）
  - 男子シングルス優勝：張本智和（智和企画）（6年ぶり2回目） [178]
  - 女子シングルス優勝：早田ひな（日本生命）（2年連続3回目） [179]
  - 男子ダブルス優勝：小林広夢&伊藤礼博（日本大学）〈初優勝〉[180]
  - 女子ダブルス優勝：木原美悠&長﨑美柚（木下グループ）〈初優勝〉[181]
  - 混合ダブルス優勝：篠塚大登（愛知工業大学）&木原美悠（木下グループ）〈初優勝〉[182]

## 柔道

### 日本国内
- 令和6年 全日本柔道選手権大会（4月29日、東京都千代田区・日本武道館）
  - 優勝: 中野寛太（近畿・旭化成）（初優勝）[183]
- 第39回 皇后盃全日本女子柔道選手権大会（4月21日、神奈川県横浜市中区・横浜武道館）
  - 優勝: 瀨川麻優（東京・ALSOK）（初優勝）[184]

## カーリング

### 日本国内
- 第41回日本カーリング選手権大会（1月27日 - 2月4日、北海道札幌市豊平区・どうぎんカーリングスタジアム）
  - 男子決勝: コンサドーレ 8-3 SC軽井沢クラブ（3年ぶり4回目）[185]
  - 女子決勝:SC軽井沢クラブ 5-4 北海道銀行（初優勝）[186]

## ボクシング

### 日本のジム所属選手の世界戦
| 開催日   | 会場                                                                         | タイトル種別                                                            | 統括団体        | 対戦者                                                   | 結果            | 対戦者                                                                      |
| -------- | ---------------------------------------------------------------------------- | ----------------------------------------------------------------------- | --------------- | -------------------------------------------------------- | --------------- | --------------------------------------------------------------------------- |
| 1月12日  | 東京都文京区 後楽園ホール                                                    | IBF女子世界アトム級 タイトルマッチ                                      | IBF             | 岩川美花 （王者/姫路木下）                               | ★判定0-3☆       | 山中菫 （1位/真正）                                                         |
| 1月12日  | 東京都文京区 後楽園ホール                                                    | WBO女子世界スーパーフライ級 タイトルマッチ                              | WBO             | 晝田瑞希 （王者/三迫）                                   | ☆6回1分45秒TKO★ | パク・ヒジョン （OPBF4位/ 韓国）                                            |
| 1月12日  | 東京都文京区 後楽園ホール                                                    | WBA・WBO女子世界アトム級 タイトルマッチ                                 | WBA/WBO         | 黒木優子 （王者/真正）                                   | ★判定1-2☆       | 松田恵里 （2位/10COUNT）                                                    |
| 1月23日  | 大阪府大阪市浪速区 エディオンアリーナ大阪                                    | WBA世界フライ級 タイトルマッチ                                          | WBA             | ユーリ阿久井政悟 （1位/倉敷守安）                        | ☆判定3-0★       | アルテム・ダラキアン · （王者/ ウクライナ）                                 |
| 1月23日  | 大阪府大阪市浪速区 エディオンアリーナ大阪                                    | WBA・WBC世界ライトフライ級 タイトルマッチ                               | WBA/WBC         | 寺地拳四朗 （王者/B.M.B）                                | ☆判定2-0★       | カルロス・カニサレス （WBA1位/ ベネズエラ）                                 |
| 2月24日  | 東京都墨田区 両国国技館                                                      | WBO世界スーパーフライ級 王座決定戦                                      | WBO             | 田中恒成 （1位/畑中）                                    | ☆判定3-0★       | クリスチャン・バカセグア （2位/ メキシコ）                                  |
| 2月24日  | 東京都墨田区 両国国技館                                                      | WBA世界バンタム級 タイトルマッチ                                        | WBA             | 井上拓真 （王者/大橋）                                   | ☆9回44秒KO★     | ヘルウィン・アンカハス （6位/ フィリピン）                                  |
| 2月24日  | 東京都墨田区 両国国技館                                                      | WBC世界バンタム級 タイトルマッチ                                        | WBC             | 中谷潤人 （1位/M.T）                                     | ☆6回1分12秒TKO★ | アレハンドロ・サンティアゴ （王者/ メキシコ）                               |
| 3月2日   | アメリカ合衆国・ニューヨーク州ベローナ ターニング・ストーン・リゾート&カジノ | IBF世界フェザー級 タイトルマッチ                                        | IBF             | 阿部麗也 （1位/KG大和）                                  | ★8回39秒TKO☆    | ルイス・アルベルト・ロペス （王者/ メキシコ）                               |
| 3月31日  | 愛知県名古屋市熱田区 名古屋国際会議場                                        | IBF世界ミニマム級 タイトルマッチ                                        | IBF             | 重岡銀次朗 （王者/ワタナベ）                             | ☆2回1分15秒KO★  | ジェイク・アンパロ （6位/ フィリピン）                                      |
| 3月31日  | 愛知県名古屋市熱田区 名古屋国際会議場                                        | WBC世界ミニマム級 タイトルマッチ                                        | WBC             | 重岡優大 （王者/ワタナベ）                               | ★判定1-2☆       | メルビン・ジェルサレム （6位/ フィリピン）                                  |
| 5月4日   | 大阪府大阪市浪速区 エディオンアリーナ大阪                                    | IBF世界バンタム級 タイトルマッチ                                        | IBF             | 西田凌佑 （1位/六島）                                    | ☆判定3-0★       | エマヌエル・ロドリゲス （王者/ プエルトリコ）                               |
| 5月6日   | 東京都文京区 東京ドーム                                                      | WBA世界フライ級 タイトルマッチ                                          | WBA             | ユーリ阿久井政悟 （王者/倉敷守安）                       | ☆判定3-0★       | 桑原拓 （3位/大橋）                                                         |
| 5月6日   | 東京都文京区 東京ドーム                                                      | WBA世界バンタム級 タイトルマッチ                                        | WBA             | 井上拓真 （王者/大橋）                                   | ☆判定3-0★       | 石田匠 （1位/井岡）                                                         |
| 5月6日   | 東京都文京区 東京ドーム                                                      | WBO世界バンタム級 タイトルマッチ                                        | WBO             | 武居由樹 （10位/大橋）                                   | ☆判定3-0★       | ジェイソン・モロニー （王者/ オーストラリア）                               |
| 5月6日   | 東京都文京区 東京ドーム                                                      | WBAスーパー・WBC・IBF・WBO世界スーパーバンタム級 タイトルマッチ         | WBA/WBC/IBF/WBO | 井上尚弥 （WBAスーパー・WBC・IBF・WBO王者/大橋）         | ☆6回1分22秒TKO★ | ルイス・ネリ （WBA5位・WBC1位・WBO2位/ メキシコ）                           |
| 7月7日   | 東京都墨田区 両国国技館                                                      | WBA・IBF世界スーパーフライ級 王座統一戦                                 | WBA/IBF         | 井岡一翔 （WBA王者/志成）                                | ★判定0-3☆       | フェルナンド・マルティネス （IBF王者/ アルゼンチン）                        |
| 7月20日  | 東京都墨田区 両国国技館                                                      | WBO世界スーパーフライ級 タイトルマッチ                                  | WBO             | 田中恒成 （王者/畑中）                                   | 試合中止        | ジョナタン・ロドリゲス （12位/ メキシコ）                                   |
| 7月20日  | 東京都墨田区 両国国技館                                                      | WBC世界バンタム級 タイトルマッチ                                        | WBC             | 中谷潤人 （王者/M.T）                                    | ☆1回2分37秒KO★  | ビンセント・アストロラビオ （1位/ フィリピン）                              |
| 7月20日  | 東京都墨田区 両国国技館                                                      | WBO世界フライ級 王座決定戦                                              | WBO             | 加納陸 （1位/大成）                                      | ★3回2分50秒KO☆  | アンソニー・オラスクアガ （2位/ アメリカ合衆国・帝拳）                      |
| 7月28日  | 滋賀県大津市 滋賀ダイハツアリーナ                                            | IBF世界ミニマム級 タイトルマッチ                                        | IBF             | 重岡銀次朗 （王者/ワタナベ）                             | ★9回2分50秒TKO☆ | ペドロ・タドゥラン （1位/ フィリピン）                                      |
| 9月3日   | 東京都江東区 有明アリーナ                                                    | WBO世界バンタム級 タイトルマッチ                                        | WBO             | 武居由樹 （王者/大橋）                                   | ☆判定3-0★       | 比嘉大吾 （1位/志成）                                                       |
| 9月3日   | 東京都江東区 有明アリーナ                                                    | WBAスーパー・WBC・IBF・WBOスーパー世界スーパーバンタム級 タイトルマッチ | WBA/WBC/IBF/WBO | 井上尚弥 （WBAスーパー・WBC・IBF・WBOスーパー王者/大橋） | ☆7回16秒TKO★    | テレンス・ジョン・ドヘニー （WBA6位・WBC8位・IBF7位・WBO1位/ アイルランド） |
| 10月12日 | 愛知県常滑市 愛知県国際展示場                                                | IBF世界ライトフライ級 タイトルマッチ                                    | IBF             | 矢吹正道 （2位/LUSH緑）                                  | ☆9回1分50秒TKO★ | シベナティ・ノンティンガ （王者/ 南アフリカ共和国）                         |
| 10月13日 | 東京都江東区 有明アリーナ                                                    | WBA世界バンタム級 タイトルマッチ                                        | WBA             | 井上拓真 （王者/大橋）                                   | ★判定0-3☆       | 堤聖也 （3位/角海老宝石）                                                   |
| 10月13日 | 東京都江東区 有明アリーナ                                                    | WBC世界フライ級 王座決定戦                                              | WBC             | 寺地拳四朗 （1位/B.M.B）                                 | ☆11回6秒TKO★    | クリストファー・ロサレス （2位/ ニカラグア）                                |
| 10月13日 | 東京都江東区 有明アリーナ                                                    | WBA世界フライ級 タイトルマッチ                                          | WBA             | ユーリ阿久井政悟 （王者/倉敷守安）                       | ☆判定2-1★       | タナンチャイ・ナコンルアンプロモーション （15位/ タイ）                     |
| 10月13日 | 東京都江東区 有明アリーナ                                                    | WBO世界ライトフライ級 王座決定戦                                        | WBO             | 岩田翔吉 （1位/帝拳）                                    | ☆3回3分TKO★     | ハイロ・ノリエガ （2位/ スペイン）                                          |
| 10月14日 | 東京都江東区 有明アリーナ                                                    | WBC世界バンタム級 タイトルマッチ                                        | WBC             | 中谷潤人 （王者/M.T）                                    | ☆6回2分58秒TKO★ | ペッチ・CPフレッシュマート （1位/ タイ）                                    |
| 10月14日 | 東京都江東区 有明アリーナ                                                    | WBO世界スーパーフライ級 タイトルマッチ                                  | WBO             | 田中恒成 （王者/畑中）                                   | ★判定1-2☆       | プメレレ・カフ （5位/ 南アフリカ共和国）                                    |
| 10月14日 | 東京都江東区 有明アリーナ                                                    | WBO世界フライ級 タイトルマッチ                                          | WBO             | アンソニー・オラスクアガ （王者/ アメリカ合衆国・帝拳）  | 無判定試合      | ジョナサン・ゴンサレス （1位/ プエルトリコ）                                |
| 10月25日 | デンマーク・リンケビング県ホルステブロ                                       | WBC・WBO女子世界バンタム級 タイトルマッチ                               | WBC/WBO         | ぬきてるみ （WBO2位/真正）                               | ★判定0-3☆       | ディナ・ソルスランド · （王者/ デンマーク）                                 |
| 11月23日 | ドイツ・バーデン＝ヴュルテンベルク州ハイデルベルグ                           | WBA・WBO・WBC女子世界アトム級 王座統一戦                                | WBA/WBO/WBC     | 松田恵里 （WBO王者・WBAライトミニマム級王者/10COUNT）    | ★判定0-3☆       | ティナ・ルプレヒト （WBC王者/ ドイツ）                                      |
| 11月23日 | ドイツ・バーデン＝ヴュルテンベルク州ハイデルベルグ                           | IBF女子世界アトム級 タイトルマッチ                                      | IBF             | 山中菫 （王者/真正）                                     | 試合中止        | ファビアナ・バイトイキ · （6位/ チェコ）                                    |
| 12月15日 | 大阪府大阪市住吉区 住吉スポーツセンター                                      | IBF世界バンタム級 タイトルマッチ                                        | IBF             | 西田凌佑 （王者/六島）                                   | ☆7回1分37秒KO★  | アヌチャイ・CPフレッシュマート （14位/ タイ）                               |

## モータースポーツ（自動車）
- 第92回ル・マン24時間レース決勝（6月15日・16日、 フランス・ル・マン市・サルト・サーキット/1周13.626 km）[220]
  - 総合優勝・HYPER CARクラス優勝：フェラーリ・499P 50号車 311周
  - LMP2クラス優勝：オレカ07・ギブソン 22号車 297周
  - LMP2 ProAmクラス優勝：オレカ07・ギブソン 183号車 297周
  - LMGT3クラス優勝：ポルシェ911 GT3 91号車 281周
- FIA F1世界選手権シリーズ
  - ドライバーズ・チャンピオン：マックス・フェルスタッペン（ オランダ、オラクル・レッドブル、437pts、4年連続4度目）[221][222]
  - コンストラクターズ・チャンピオン：マクラーレン・フォーミュラ1チーム（666pts、26年ぶり9度目）[222][223]
  - 日本グランプリ（4月5日 - 7日、三重県鈴鹿市・鈴鹿サーキット/1周5.807 km×53周）[224]
    - 優勝：マックス・フェルスタッペン（ オランダ、オラクル・レッドブル） 1時間54分23秒566[225][226]

  - モナコグランプリ（5月24日 - 26日、 モナコ・モンテカルロ市街地コース/1周3.337 km×78周）
    - 優勝：シャルル・ルクレール（ モナコ、フェラーリ） 2時間23分15秒554[227][228]

## 体操
- 第78回全日本体操競技個人総合選手権大会（4月11日 - 14日、群馬県高崎市・高崎アリーナ）
  - 男子個人総合優勝：橋本大輝（セントラルスポーツ）176.164点【予選との合計】（4年連続4回目）[229]
  - 女子個人総合優勝：宮田笙子（順天堂大学）109.798点【予選との合計】（初優勝）[230]
- 第63回NHK杯体操選手権（5月16日 - 19日、群馬県高崎市・高崎アリーナ）
  - 男子優勝：岡慎之助（徳洲会体操クラブ）342.727点【全日本との合計】（初優勝）[66]
  - 女子優勝：宮田笙子（順天堂大学） 217.162点【全日本との合計】（3年連続3回目）[65]

## ゴルフ
※公式戦とオリンピックのみ記載。

### パリオリンピック
- パリオリンピック（男子：8月1日 - 4日・女子：8月7日 - 10日、 フランス・サン＝カンタン＝アン＝イヴリーヌ・ル・ゴルフ・ナショナル（英語版）/男子7174Yards, Par71・女子6374Yards, Par72）
  - 男子金メダル：スコッティ・シェフラー（ アメリカ合衆国） -19（265）[231]
    - 日本勢最高は松山英樹（LEXUS）の-17（267）で銅メダル[231]

  - 女子金メダル：リディア・コ（ ニュージーランド） -10（278）[232]
    - 日本勢最高は山下美夢有（加賀電子）の-6（282）で4位タイ[233]

### 全米プロゴルフ協会（PGA）
- 第88回マスターズ・トーナメント（4月11日 - 14日、ジョージア州オーガスタ・オーガスタ・ナショナルGC/7555Yards, Par72）
  - 優勝：スコッティ・シェフラー（ アメリカ合衆国） -11（277）※2年ぶり2度目の優勝（メジャー2勝目）[234]
    - 日本勢で唯一予選を通過した[注 24] 松山英樹は+7（295）で38位タイ[235]
- 第106回全米プロゴルフ選手権（5月16日 - 19日、ケンタッキー州ルイビル・バルハラGC/7609Yards, Par71）
  - 優勝：ザンダー・シャウフェレ（ アメリカ合衆国） -21（263）※メジャー初制覇[236]
    - 日本勢最高は久常涼（SBSホールディングス）の-11（273）で18位タイ[236]
- 第124回全米オープン（6月13日 - 16日、ノースカロライナ州パインハースト・パインハースト・リゾート&CCパインハーストNo.2/7548Yards, Par70）
  - 優勝：ブライソン・デシャンボー（ アメリカ合衆国） -6（274）※4年ぶり2度目の優勝（メジャー2勝目）[237]
    - 日本勢最高は松山英樹の-2（278）で単独6位[237]
- 第151回全英オープン（7月18日 - 21日、 スコットランド・ロイヤルトゥルーンGC/7385Yards, Par71） 
  - 優勝：ザンダー・シャウフェレ（ アメリカ合衆国） -9（275）※今大会初優勝（メジャー2勝目）[238]
    - 日本勢で唯一予選を通過した松山英樹は+12（296）で66位タイ[238]

### 全米女子プロゴルフ協会（USLPGA）
- シェブロン選手権（4月18日 - 21日、テキサス州ヒューストン・ザ・クラブatカールストン・ウッズ ジャック・ニクラスシグネチャーコース/6889Yards, Par72）
  - 優勝：ネリー・コルダ（ アメリカ合衆国） -13（275）※今大会初優勝（メジャー2勝目）[239][240]
    - 日本勢最高は勝みなみ（明治安田生命保険）の-5（283）で9位タイ[239][241]
- 第79回全米女子オープン（5月30日 - 6月2日、ペンシルベニア州ランカスター・ランカスターCC/6583Yards, Par70）
  - 優勝：笹生優花（ 日本・フリー） -4（276）※今大会3年ぶり2度目の優勝（メジャー2勝目）[76][242]
- KPMG女子PGA選手権（6月20日 - 23日、ワシントン州サマミッシュ・サハリーCC/6731Yards, Par72）
  - 優勝：梁熙英（英語版）（エイミー・ヤン[注 25]、 韓国） -7（281）※メジャー初制覇[243][244]
    - 日本勢最高は山下美夢有の-4（284）で2位タイ[243][244]
- アムンディ・エビアン選手権（7月11日 - 14日、 フランス エヴィアン＝レ＝バン・エヴィアン・リゾートGC（フランス語版）/6527Yards, Par71）
  - 優勝：古江彩佳（ 日本・富士通） -19（265）※メジャー初制覇[83]
- 第48回AIG女子オープン（8月22日 - 25日、 スコットランド・セント・アンドリュース オールドコース/6784Yards, Par72）
  - 優勝：リディア・コ（ ニュージーランド） -7（281）※今大会初優勝（メジャー3勝目）[245]
    - 日本勢最高は岩井明愛（Honda）と西郷真央（島津製作所）の-2（286）で7位タイ[245]

### 日本ゴルフツアー機構（JGTO）
- 賞金王
  - 金谷拓実（ 日本・yogibo） 1億1955万1222円（初）[143][246]
- 第24回日本ゴルフツアー選手権（6月6日 - 9日、茨城県笠間市・宍戸ヒルズCC西コース/7430Yards, Par71）
  - 優勝：岩田寛（ 日本・フリー） -13（271）※石川遼（CASIO）とのプレーオフを制してメジャー初制覇かつ大会史上最年長優勝を果たす[247]
- 第91回日本プロゴルフ選手権大会（7月4日 - 7日、岐阜県可児市・富士カントリー可児クラブ志野コース/7201Yards, Par72）
  - 優勝：杉浦悠太（ 日本・フリー） -18（270）※プロ初優勝[注 26] が日本男子メジャー大会の快挙[248]
- 第89回日本オープンゴルフ選手権競技（10月10日 - 13日、埼玉県狭山市・東京GC/7251Yards, Par70）
  - 優勝：今平周吾（ 日本・ロピア） -4（276） ※日本男子メジャー初制覇[249]
- 第61回ゴルフ日本シリーズ（11月28日 - 12月1日、東京都稲城市・東京よみうりCC/7002Yatds, Par70）
  - 優勝：ショーン・ノリス（英語版）（ 南アフリカ共和国 / JOYXゴルフ倶楽部） -12（268） ※今大会初優勝（日本男子メジャー3勝目）[143][246]
    - 日本勢最高は片岡尚之（CS technologies）の-10（270）で2位

### 日本女子プロゴルフ協会（JLPGA）
- 年間女王（メルセデス・ランキング1位）
  - 竹田麗央（ 日本・ヤマエグループホールディングス） 3744.30Pts（初）[137][250]
- 第51回ワールドレディスチャンピオンシップ（5月2日 - 5日、茨城県つくばみらい市・茨城GC東コース/6665Yards, Par72）
  - 優勝：李曉松（ 韓国、アマチュア） -8（280） ※日本女子ツアー初優勝がメジャー大会の快挙[57][58]
    - 日本勢最高は佐久間朱莉（大東建託）の-7（279）で単独2位[251][252]
- 第57回日本女子プロゴルフ選手権大会（9月5日 - 8日、沖縄県名護市・かねひで喜瀬CC/6670Yards, Par72）
  - 優勝：竹田麗央 -19（269）※日本女子メジャー初制覇[253]
- 第57回日本女子オープンゴルフ選手権競技（9月26日 - 29日、茨城県坂東市・大利根CC西コース/6845Yards, Par72）
  - 優勝：竹田麗央 -10（278）※今大会初優勝（日本女子メジャー2勝目）[254]
- 第46回JLPGAツアーチャンピオンシップ（11月21日 - 24日、宮崎県宮崎市・宮崎CC/6497Yards, Par72）
  - 優勝：桑木志帆（ 日本・大和ハウス工業） -12（276）※日本女子メジャー初制覇[255]

## テニス

### パリオリンピック
- パリオリンピックのテニス競技（7月27日 - 8月4日、 フランス・パリ・スタッド・ローラン・ギャロス）
  - 男子シングルス優勝：ノバク・ジョコビッチ（ セルビア）（初優勝）[96]
  - 女子シングルス優勝：鄭欽文（ 中国）（初優勝）[93]
  - 男子ダブルス優勝：マシュー・エブデン（ オーストラリア）&（ジョン・ピアース（ オーストラリア）（初優勝）[256][257]
  - 女子ダブルス優勝：サラ・エラニ（ イタリア）&ジャスミン・パオリーニ（ イタリア）（初優勝）[258][259]
  - 混合ダブルス優勝：カテリナ・シニャコバ（ チェコ）&トマーシュ・マハーチ（ チェコ）(初優勝）[260][261]

### グランドスラム
- 全豪オープン（1月14日 - 28日、 オーストラリア・メルボルン・メルボルン・パーク）
  - 男子シングルス優勝：ヤニック・シナー（ イタリア）（初優勝）[262]
  - 女子シングルス優勝：アリーナ・サバレンカ（2年連続2回目）[263]
  - 男子ダブルス優勝：ロハン・ボパンナ（英語版）（ インド） & マシュー・エブデン（ オーストラリア）（初優勝）[263]
  - 女子ダブルス優勝：謝淑薇（ チャイニーズタイペイ） & エリーズ・メルテンス （ ベルギー）（初優勝）[262]
  - 混合ダブルス優勝：謝淑薇（ チャイニーズタイペイ） & ヤン・ジエリンスキ（英語版）（ ポーランド）（初優勝）[264]
- 全仏オープン（5月26日 - 6月9日、 フランス・パリ・スタッド・ローラン・ギャロス）
  - 男子シングルス優勝：カルロス・アルカラス（ スペイン）（初優勝）[265]
  - 女子シングルス優勝：イガ・シフィオンテク（ ポーランド）（3年連続4回目）[266]
  - 男子ダブルス優勝：マルセロ・アレバロ（ エルサルバドル） & マテ・パビッチ（ クロアチア）（初優勝）[267]
  - 女子ダブルス優勝：ココ・ガウフ（ アメリカ合衆国） & カテリナ・シニャコバ（ チェコ）（初優勝）[268]
  - 混合ダブルス優勝：ラウラ・シグムント（ ドイツ） & エドゥアール・ロジェ＝バセラン（ フランス）（初優勝）[269]
- ウィンブルドン選手権（7月1日 - 7月14日、 イギリス・ロンドン・オールイングランド・ローンテニス・クラブ）
  - 男子シングルス優勝：カルロス・アルカラス（ スペイン）（2年連続2回目）[270]
  - 女子シングルス優勝：バルボラ・クレイチコバ（ チェコ）（初優勝）[271]
  - 男子ダブルス優勝：ハリ・ヘリオヴァーラ（英語版）（ フィンランド） & ヘンリー・パッテン（英語版）（ イギリス）(初優勝）[272]
  - 女子ダブルス優勝：カテリナ・シニャコバ（ チェコ） & テーラー・タウンゼント（英語版）（ アメリカ合衆国）[273]
  - 混合ダブルス優勝：謝淑薇（ チャイニーズタイペイ） & ヤン・ジエリンスキ（英語版）（ ポーランド）（初優勝）[274]
- 全米オープン（8月26日 - 9月8日、 アメリカ合衆国・ニューヨーク・USTAビリー・ジーン・キング・ナショナル・テニス・センター）
  - 男子シングルス優勝：ヤニック・シナー（ イタリア）（初優勝）[275]
  - 女子シングルス優勝：アリーナ・サバレンカ（初優勝）[276]
  - 男子ダブルス優勝：ジョーダン・トンプソン（ オーストラリア）&  マックス・パーゼル（英語版） （ オーストラリア）（初優勝）[277]
  - 女子ダブルス優勝：リュドミラ・キチェノク（英語版）（ ウクライナ）&エレナ・オスタペンコ（ ラトビア）（初優勝）[278]
  - 混合ダブルス優勝：サラ・エラニ（ イタリア）&  アンドレア・ババソリ（英語版）（ イタリア）（初優勝）[279]

## ラグビー

### JAPAN RUGBY LEAGUE ONE2023-2024
- JAPAN RUGBY LEAGUE ONE 2023-2024 DIVISION1プレーオフ決勝（5月26日、東京都新宿区・国立競技場）
  - 東芝ブレイブルーパス東京 24-20 埼玉パナソニックワイルドナイツ（14年ぶり6回目・旧トップリーグ時代を含む）[71]

### 日本の学生ラグビー
- 第103回全国高等学校ラグビーフットボール大会・決勝（1月7日、大阪府東大阪市・東大阪市花園ラグビー場）
  - 桐蔭学園高等学校（神奈川県代表、3大会ぶり4度目） 8-5 東福岡高等学校（福岡県代表）[5]
- 第60回全国大学ラグビーフットボール選手権大会・決勝（1月13日、東京都新宿区・国立競技場）
  - 帝京大学（3大会連続12度目） 34-15 明治大学[6]

## 陸上競技

### マラソン
※一部を除きJMCシリーズ加盟大会のみ記載。

#### パリオリンピック
- 2024年パリオリンピック・マラソン競技（男子・8月10日、女子・8月11日、 フランス・パリ・パリ市庁舎前スタート→アンヴァリッド前フィニッシュ）
  - 男子金メダル：タミラト・トラ（ エチオピア） 2時間06分26秒（オリンピック記録更新）[280]
  - 日本勢最高：赤﨑暁（九電工） 2時間07分32秒（6位）[280]
  - 女子金メダル：シファン・ハッサン（ オランダ） 2時間22分55秒（オリンピック記録更新）[281]
  - 日本勢最高：鈴木優花（第一生命グループ） 2時間24分02秒（6位）[281]

#### 男女同日開催
- 大阪マラソン2024（2月25日、大阪府大阪市中央区・大阪府庁前スタート→同区・大阪城公園フィニッシュ）
  - 男子優勝：平林清澄（國學院大學3年） 2時間06分18秒（初マラソンで初優勝、初マラソン日本最高記録および日本学生記録更新）[282][283]
  - 女子優勝：ワガネシュ・メカシャ（ エチオピア） 2時間24分20秒（大会初優勝）[283]
  - 日本勢最高：川村楓（岩谷産業） 2時間25分44秒（5位）[283]
- 東京マラソン2024（3月3日、東京都新宿区・東京都庁前スタート→千代田区・東京駅前行幸通りフィニッシュ）
  - 男子優勝：デニス・キプルト・キメット（ ケニア） 2時間02分16秒（11年ぶり2度目の優勝、日本国内最高記録更新）[284]
  - 日本勢最高：西山雄介（トヨタ自動車） 2時間06分31秒（9位）[284]
  - 女子優勝：ストゥメ・アセファ・ケベデ（ エチオピア） 2時間15分55秒（大会初優勝）[284]
  - 日本勢最高：新谷仁美（積水化学） 2時間21分50秒（6位）[284]
- ふくい桜マラソン2024（3月31日、福井県福井市・大名町交差点発着）
  - 男子優勝：物江雄利（Kao） 2時間11分43秒（初マラソンで初優勝）[285]
  - 女子優勝：安なつ美（エディオン） 2時間36分19秒（初マラソンで初優勝）[286]
- 第26回長野マラソン（4月21日、長野県長野市・長野運動公園前スタート→長野オリンピックスタジアムフィニッシュ）
  - 男子優勝：矢野圭吾（Kao） 2時間15分53秒（大会初優勝）[287]
  - 女子優勝：川内理江（大塚製薬） 2時間33分16秒（大会初優勝）[288]
- 北海道マラソン2024（8月25日、北海道札幌市中央区・大通西4丁目発着）
  - 男子優勝：中村匠吾（富士通） 2時間15分36秒（初優勝）[289]
  - 女子優勝：パウリンカベケ・カムル（ ケニア / ルートインホテルズ） 2時間31分04秒（初マラソンで初優勝）[290]
  - 日本勢最高：立迫志穂（天満屋） 2時間33分47秒（2位）[291]
- 第55回防府読売マラソン（12月1日、山口県防府市・防府市スポーツセンター体育館（キリンレモンスタジアム ソルトアリーナ防府）前スタート→防府市陸上競技場（キリンレモンスタジアム陸上競技場）フィニッシュ）
  - 男子優勝：中西亮貴（トーエネック） 2時間09分07秒（大会初優勝）[292]
  - 女子優勝：小林香菜（大塚製薬） 2時間24分59秒（大会新記録・大会初優勝）[292]

#### 男子
- 第72回別府大分毎日マラソン（2月4日、大分県大分市・大分マリーンパレス水族館（うみたまご）前スタート→大分市営陸上競技場（ジェイリーススタジアム）フィニッシュ）
  - 優勝：ワークナー・デレセ（ エチオピア / ひらまつ病院） 2時間07分58秒（大会初優勝）[293]
  - 日本勢最高：下田裕太（GMOインターネットグループ） 2時間08分24秒（2位）[293]
- 第62回延岡西日本マラソン（2月11日、宮崎県延岡市・延岡市役所前発着）
  - 優勝：伊福陽太（早稲田大学） 2時間09分26秒（大会新記録・大会初優勝）[294]
- 福岡国際マラソン2024（12月1日、福岡県福岡市中央区・平和台陸上競技場発着）
  - 優勝：吉田祐也（GMOインターネットグループ） 2時間05分16秒（大会新記録で同大会4年ぶり2度目の優勝）[295]

#### 女子
- 第43回大阪国際女子マラソン（1月28日・ 大阪府大阪市東住吉区・長居陸上競技場（ヤンマースタジアム長居）発着）
  - 優勝：ウォルケネシュ・エデサ（フランス語版）（ エチオピア） 2時間18分51秒（大会新記録）[296]
  - 日本勢最高：前田穂南（天満屋） 2時間18分59秒（日本最高記録更新・2位）[296]
- 名古屋ウィメンズマラソン2024（3月10日、愛知県名古屋市東区・バンテリンドーム ナゴヤ前スタート→バンテリンドーム ナゴヤ内フィニッシュ）
  - 優勝：安藤友香（ワコール） 2時間21分18秒（マラソン初制覇）[297]

### 駅伝

#### 男女混合
- 第4回全国招待大学対校男女混合駅伝競走大会（2月18日、大阪府大阪市東住吉区・長居公園周回道路特設コース上スタート→長居陸上競技場（ヤンマースタジアム長居）フィニッシュ/6区間・20.0 km）
  - 優勝：順天堂大学 1時間00分06秒（大会新記録・2年ぶり3度目）[298]

#### 男女同日開催
- 男子第75回・女子第36回全国高等学校駅伝競走大会（12月22日、京都府京都市右京区・京都市西京極総合運動公園陸上競技場兼球技場（たけびしスタジアム京都）発着/男子7区間・42.195 km/女子5区間・21.0975 km）
  - 男子優勝：佐久長聖高等学校（長野県） 2時間01分33秒（2年連続4度目）[299]
  - 女子優勝：長野県長野東高等学校（長野県） 1時間07分27秒（2年ぶり2度目）[300]

#### 男子
- 第68回全日本実業団対抗駅伝競走大会（1月1日、群馬県前橋市・群馬県庁前発着/7区間・100.0 km）
  - 優勝：トヨタ自動車（中部地区・愛知県） 4時間49分02秒（8年ぶり4度目）[1]
- 第100回東京箱根間往復大学駅伝競走（1月2日・3日、東京都千代田区・読売新聞ビル前⇔神奈川県足柄下郡箱根町・芦ノ湖往復/往路5区間・107.5 km/復路5区間・109.6 km）
  - 総合優勝：青山学院大学 10時間41分25秒（総合新記録・2年ぶり7度目）[2]
  - 往路優勝：青山学院大学 5時間18分13秒（往路新記録・2年ぶり6度目）[301]
  - 復路優勝：青山学院大学 5時間23分12秒（2年ぶり8度目）[2][302]
- 第29回天皇盃全国都道府県対抗男子駅伝競走大会（1月21日、広島県広島市中区・広島平和記念公園前発着/7区間・48.0 km）
  - 優勝：長野県 2時間17分00秒（大会新記録・3大会連続10度目）[303][304]
- 第36回出雲全日本大学選抜駅伝競走（10月14日、島根県出雲市・出雲大社正面鳥居前スタート→出雲ドーム前フィニッシュ/6区間・45.1 km）
  - 優勝：國學院大學 2時間09分24秒（5年ぶり2度目）[305]
- 第56回全日本大学駅伝対校選手権大会（11月3日、愛知県名古屋市熱田区・熱田神宮西門前スタート→三重県伊勢市・伊勢神宮内宮宇治橋前フィニッシュ/8区間・106.8 km）
  - 優勝：國學院大學 5時間09分56秒（大会初優勝）[306]

#### 女子
- 第42回皇后盃全国都道府県対抗女子駅伝競走大会（1月14日、京都府京都市右京区・京都市西京極総合運動公園陸上競技場兼球技場（たけびしスタジアム京都）発着/9区間・42.195 km）
  - 優勝：宮城県 2時間16分30秒（29年ぶり2度目）[307]
- 第42回全日本大学女子駅伝対校選手権大会（10月27日、宮城県仙台市宮城野区・仙台市陸上競技場（弘進ゴムアスリートパーク仙台）発着/6区間・38.0 km）
  - 優勝：立命館大学 2時間03分03秒（大会新記録・9年ぶり11度目）[308]
- 第44回全日本実業団対抗女子駅伝競走大会（11月24日、宮城県宮城郡松島町・松島町文化観光交流館前スタート→仙台市宮城野区・仙台市陸上競技場（弘進ゴム アスリートパーク仙台）フィニッシュ/6区間・42.195 km）
  - 優勝：JP日本郵政グループ（東京都） 2時間13分54秒（4年ぶり4度目）[309]
- 第19回全日本大学女子選抜駅伝競走大会（12月30日、静岡県富士宮市・富士山本宮浅間大社前スタート→富士市・富士総合運動公園陸上競技場フィニッシュ/7区間・43.4 km）
  - 優勝：立命館大学 2時間21分09秒（大会新記録・7年ぶり6度目）[310]

## 死去

### 1月
- 1日 - 張誌家（ 台湾、野球〈元西武ライオンズ投手〉、* 1980年）[311]
- 3日 - ルネ・メッジ（ フランス、モータースポーツ〈ラリードライバー、パリ・ダカールラリー3度優勝〉、* 1941年）[312]
- 4日 - 横山知伸（東京都、サッカー〈大宮アルディージャU-18担当コーチ。現役時代は大宮、セレッソ大阪、川崎フロンターレ、コンサドーレ札幌などでプレー。J1リーグ通算162試合出場〉、* 1985年）[313]
- 5日 - マリオ・ザガロ（ ブラジル、サッカー〈元サッカーブラジル代表。1958年大会及び1962年大会に選手として、1970年大会では監督としてワールドカップを制す〉、* 1931年）[314]
- 7日 - フランツ・ベッケンバウアー（ ドイツ、サッカー〈旧西ドイツ代表、「皇帝」の愛称で呼ばれ、1974年に選手として、1990年に代表監督としてワールドカップ優勝〉* 1945年）[315]
- 9日 - 坂井千明（東京都、競馬〈元日本中央競馬会騎手。通算688勝（うち障害競走10勝）。現役引退後は競馬評論家や育成牧場スタッフとして活動〉、* 1951年）[316][317]
- 13日（判明日） - 田中英壽（青森県、相撲〈元日本大学理事長。アマチュア横綱に三度輝くなど34個のタイトルを獲得。日大相撲部監督時代には久島海啓太、舞の海秀平らを指導。日本オリンピック委員会（JOC）副会長、国際相撲連盟会長などを歴任〉、* 1946年）[318]
- 14日 - リカルド・アロス（ スペイン、サッカー〈バレンシアCF所属、1957-58のリーガ・エスパニョーラ得点王〉、* 1931年）[319]
- 15日
  - 丸山義行（栃木県、サッカー〈元国際審判員。1970年ワールドカップで日本人審判員として初めて出場し2試合の副審を担当。他にも1964年東京五輪で副審、1968年メキシコ五輪では主審を担当。2009年に日本サッカー殿堂入り〉、* 1931年）[320]
  - ホルヘ・グリファ（ アルゼンチン、サッカー〈アトレティコ・マドリードなどでプレー、元アルゼンチン代表〉、* 1935年）[321][322]
  - 小原伊佐美（宮崎県、競馬〈元日本中央競馬会騎手・調教師。騎手で174勝、調教師で424勝を記録。調教師時代にはGIを3勝したタマモクロスなどを管理。小原義之・現日本中央競馬会調教助手・元騎手の実父〉、* 1944年）[323]
- 16日 - 森下知幸（静岡県、野球〈常葉学園菊川高等学校野球部監督として第79回選抜高等学校野球大会で優勝を果たす〉、* 1961年）[324]
- 19日 - 川島透（大阪府、サッカー〈松下電器及びガンバ大阪などでプレー〉、* 1970年）[325]
- 28日 - ルイス・テハダ（ パナマ、サッカー〈アル・アインFCなどでプレー、元パナマ代表としてインターナショナルAマッチに104試合出場し43得点を記録〉、* 1982年）[326][327]
- 29日 - 武田敏彦（山形県、陸上競技〈元やり投げ選手。1982年アジア大会金メダリスト、元日本最高記録保持者。日本人初の80メートル越えを果たす。競技引退後は後進の指導にも従事〉、* 1956年）[328]
- 31日 - 山根明（大阪府、ボクシング〈元日本ボクシング連盟会長、2000年シドニー五輪代表監督。奈良県出身選手に有利な判定を下す「奈良判定」や助成金の不正流用などで問題を起こし、2018年に会長辞任、さらに追放処分を受ける〉、* 1939年）[329]

### 2月
- 1日
  - ミシェル・ジャジ（ フランス、陸上競技〈1960年ローマオリンピック男子1,500m銀メダリスト〉、* 1936年）[330][331]
  - 朝陽（群馬県、プロレス〈Actwres girl'Z所属〉* 2002年）[332]
- 2日 - 穴口一輝（大阪府、ボクシング〈真正ジム所属、元日本バンタム級3位〉、* 2000年）[333]
- 5日 - 花原勉（山口県、柔道・レスリング〈日本体育大学在学中に柔道からレスリングに転向。1964年東京五輪グレコローマンスタイルフライ級金メダリスト。引退後は日体大教授・日本レスリング協会強化委員長を歴任。2019年に瑞宝中綬章を受章〉、* 1940年）[334]
- 6日（訃報発表日） - ミゲル・アンヘル・ゴンサレス（ スペイン、サッカー〈レアル・マドリードでプレー、元スペイン代表〉、* 1947年）[335][336]
- 7日 - 児玉泰（愛媛県、野球〈元中日ドラゴンズ、近鉄バファローズ投手、また登録名を空谷泰としていた時期あり〉、* 1935年）[337]
- 10日 - クリス・マルコフ（ ユーゴスラビア、プロレス〈1969年の日本プロレス「第11回ワールド大リーグ戦」優勝決定戦でアントニオ猪木（2022年没）と対戦した〉、* 1940年）[338][339]
- 11日 - ケルヴィン・キプタム（ ケニア、陸上競技〈マラソン世界最高記録保持者。前年10月のシカゴマラソンで2時間0分35秒の世界最高記録を樹立〉、* 1999年）[340]
- 15日 - ヘンリー・ロノ（ ケニア、陸上競技〈1970年代に中長距離4種目で世界記録を樹立した人物〉、* 1952年）[341]
- 20日 - アンドレアス・ブレーメ（ ドイツ、サッカー〈バイエルン・ミュンヘン、インテルナツィオナーレ・ミラノなどでプレー、また元西ドイツ代表として1990年ワールドカップイタリア大会で優勝に貢献した〉。* 1960年）[342][343]
- 22日
  - アルトゥール・ジョルジェ（ ポルトガル、サッカー〈FCポルト、 SLベンフィカなどでプレー、また同国代表では選手及び監督として在籍した〉、* 1946年）[344]
  - 高原永伍（神奈川県、競輪〈特別競輪10度制覇。現役引退後は日本競輪学校名誉教官を務めた〉、* 1940年）[345]

### 3月
- 6日 - マルタン・ンドンゴ＝エバンガ（ カメルーン、ボクシング〈1984年ロサンゼルスオリンピックライト級銅メダリスト〉、* 1966年）[346]
- 10日
  - 吉江豊（群馬県、プロレス〈第44代IWGPタッグ王者〉、* 1974年）[347]
  - 明武谷清（北海道、相撲〈元関脇、幕内優勝はないが優勝決定戦進出2回、敢闘賞・殊勲賞ともに4回〉、* 1937年）[348]
- 15日 - 西川順之助（三重県、バレーボール〈早稲田大学で選手としてプレー、中日新聞記者時代にはテレビのバレーボール中継解説者を務めたことあり。また日本プロ野球・中日ドラゴンズにて球団社長を務める〉、* 1932年）[349]
- 17日 - 坂間叶夢（東京都、ボクシング〈日本ライトフライ級ユース王者〉、* 2003年）[350]
- 18日 - 篠塚建次郎（東京都、モータースポーツ〈ラリードライバー。1997年パリ・ダカールラリーAUTO部門総合優勝、1991年・1992年世界ラリー選手権（WRC）総合優勝〉、* 1948年）[351]
- 24日
  - （訃報発表日）ゴードン・シングルトン（ カナダ、自転車競技（1982年世界選手権プロ・ケイリン金メダリスト）、* 1956年）[352]
  - 塚本雄大（静岡県、競馬〈高知県競馬組合騎手。2016年4月のデビュー以来地方競馬通算318勝。また2020年には「ヤングジョッキーズシリーズファイナルラウンド」に進出し中央競馬での騎乗も果たす〉、* 1998年）[353]

### 4月
- 6日 - 曙太郎（ アメリカ合衆国、相撲、格闘技〈大相撲東関部屋所属時代に第64代横綱昇進、幕内最高優勝11回、引退後は日本相撲協会で年寄「曙」[注 27]を務めた後に退職して格闘家に転身し、全日本プロレスで三冠ヘビー級王者に2度輝き、2013年の王道トーナメントや2015年のチャンピオン・カーニバルで優勝するなど活躍を果たした〉、* 1969年）[354][355]
- 10日 - 藤岡康太（滋賀県、競馬〈日本中央競馬会騎手。通算803勝、GI2勝〉、* 1988年）[356]
- 11日 - 植木繁晴（神奈川県、サッカー〈フジタ工業（現・湘南ベルマーレ）でプレー。日本代表にも選出。ザスパ草津（現・群馬）の創設に携わり、監督・総監督・GM補佐などを歴任。またモンテディオ山形やベルマーレ平塚（現・湘南）、上武大学サッカー部で監督を務める〉、* 1954年）[357][358]
- 14日 - 中山徹（鹿児島県、ゴルフ〈1997年PGAシニアツアー賞金王。元日本プロゴルフ協会（PGA）理事・副会長。プロボウラーの中山律子の実弟〉、* 1946年）[359]
- 23日 - 笠谷幸生（北海道、ノルディックスキー〈1972年札幌五輪70m級ジャンプ（現：ノーマルヒル）金メダリスト〉、* 1943年）[360]
- 26日 - 三迫将弘（愛媛県、ボクシング〈元世界ジュニアミドル級6位、トレーナーとして調布三迫ジムの会長を務める〉、* 1952年）[361]

### 5月
- 2日
  - ショーケ・ディクストラ（ オランダ、フィギュアスケート〈1964年インスブルック五輪女子シングル金メダリスト、世界選手権3連覇【1962年 - 1964年】など〉、* 1942年）[362]
  - ピーター・オーステルハイス（英語版）（ イングランド、ゴルフ〈アメリカPGAツアー1勝、DPワールドツアー（欧州ツアー）7勝の実績を持ち、アメリカ合衆国のCBSテレビゴルフ解説者を務めた〉、* 1948年）[363]
- 5日
  - セサル・ルイス・メノッティ（ アルゼンチン、サッカー〈選手としてロサリオ・セントラルなどでプレー、指導者としてアルゼンチン代表やFCバルセロナなどで監督を務め、1978年のワールドカップでアルゼンチン代表をW杯初優勝に導く〉、* 1938年）[364][365][366]
  - 清川栄治（京都府、野球（埼玉西武ライオンズ投手育成アドバイザー。元広島東洋カープ・近鉄バファローズ投手。広島・オリックス・バファローズ・西武・社会人・日立製作所でコーチを務める。全て救援で登板した438試合は当時の日本プロ野球記録）、* 1961年）[367]
- 25日
  - 大潮憲司（福岡県、相撲〈元小結、大相撲時津風部屋で通算964勝、引退後は年寄・式守秀五郎を襲名、式秀部屋を創設〉、* 1948年）[368]
  - グレイソン・マレー（英語版）（ アメリカ合衆国、ゴルフ〈PGAツアー2勝。本年のソニーオープン・イン・ハワイで7年ぶりの優勝を飾る〉、* 1993年）[369][370]
- 27日
  - ビル・ウォルトン（ アメリカ合衆国、バスケットボール〈ポートランド・トレイルブレイザーズなどでプレー、1993年にバスケットボール殿堂入り〉、* 1952年）[371][372]
  - 岡冨俊一（鹿児島県、競馬（元日本中央競馬会騎手。通算230勝〈平地競走129勝、障害競走101勝）。GI競走では1984年優駿牝馬（オークス）、1988年中山大障害優勝騎手。引退後は調教助手として活動〉、* 1961年）[373]
- 31日
  - ジョアン・ジュスティノ・アマラウ・ドス・サントス【アマラウ】（ ブラジル、サッカー〈SCコリンチャンス・パウリスタなどでプレー、同国男子代表として国際Aマッチ56試合出場〉、* 1954年）[374]
  - 鈴木隆（福島県、野球（元大洋ホエールズ（現横浜DeNA）・東京オリオンズ（現千葉ロッテ）投手。大洋コーチ・二軍監督・スカウト。1960年6月1日の対巨人戦で現在でもセ・リーグ記録となっている8者連続奪三振を記録。通算81勝）、* 1933年）[375][376]

### 6月
- 1日 - 小林徹弥（埼玉県、競馬〈元日本中央競馬会騎手。1993年のデビュー以来通算383勝（うち重賞5勝）。2019年の現役引退後は栗東・千田輝彦厩舎所属の調教助手として活動〉、* 1974年）[377]
- 2日 - ラリー・アレン（ アメリカ合衆国、アメリカンフットボール〈ダラス・カウボーイズ、サンフランシスコ・フォーティナイナーズでプレー〉、* 1971年）[378]
- 3日 - 若生智男（宮城県、野球〈毎日オリオンズ・阪神タイガース・広島東洋カープ投手、3球団全てでリーグ優勝、引退後はコーチやフロントを歴任〉、* 1937年）[379]
- 5日 - 辻哲也（大阪府、野球〈中日ドラゴンズ外野手、現・オリックス・バファローズコーチの辻竜太郎の実父〉、* 1949年）[380]
- 9日 - フランク・キャロル（ アメリカ合衆国、フィギュアスケート〈コーチとしてミシェル・クワン、エヴァン・ライサチェクらを指導。2007年に世界フィギュアスケート殿堂入り〉、* 1938年）[381][382]
- 12日 - ジェリー・ウェスト（ アメリカ合衆国、バスケットボール（ロサンゼルス・レイカーズでプレー、1960年ローマ五輪金メダリスト）、* 1938年）[383]
- 20日
  - 荻原千春（茨城県、ボクシング（1984年ロサンゼルス五輪日本代表、1986年アジア大会ライトミドル級銀メダリスト。引退後は後進の指導に従事）、* 1957年）[384]
  - （判明日）浅見源司郎（東京都、スポーツアナウンサー（元日本テレビアナウンサー。1977年の王貞治（当時・巨人、現・ソフトバンク会長）の本塁打世界記録更新試合の実況などを担当）、* 1937年）[385]
- 22日 - コバチ・ペーテル（ ハンガリー、体操競技〈1980年モスクワ五輪体操競技男子団体総合銅メダリスト、鉄棒の離れ技“コバチ”【バー飛越後方かかえ込み2回宙返り懸垂】の考案者として知られる〉、* 1959年）[386]
- 29日 - 押阪忍（岡山県、スポーツアナウンサー（元NET（現・テレビ朝日）アナウンサー。同局在籍時に1964年東京五輪バレーボール競技のベンチリポーターなどを担当）、* 1935年）[387]

### 7月
- 5日
  - ビック・セイシャス（ アメリカ合衆国、テニス〈1953年ウインブルドン選手権及び1955年全米テニス選手権男子シングルス優勝〉、* 1923年）[388]
  - ラファエル・ジェミニアーニ（ フランス、自転車競技〈1951年ツール・ド・フランス総合2位〉、* 1925年）[389]
- 6日
  - ジミー・ハースト（ アメリカ合衆国、野球〈デトロイト・タイガース、広島東洋カープなど外野手〉、* 1972年）[390]
  - 木村山守（和歌山県、相撲〈春日野部屋の元幕内力士【最高位：西前頭7枚目】。年寄・岩友として長く名古屋場所担当親方を務める〉、* 1981年）[391]
- 12日 - 大沢勉（秋田県、野球〈東映フライヤーズ・日拓ホームフライヤーズ・日本ハムファイターズ捕手、現役引退後に少年野球指導者に転じて、リトルシニア秋田・リトルシニア能代監督を務めた〉、* 1948年）[392]
- 14日
  - 植木政明（東京都、空手〈日本空手協会首席師範を努めた〉、* 1939年）[393]
  - （訃報発表日） ジャコビー・ジョーンズ（ アメリカ合衆国、アメリカンフットボール〈ヒューストン・テキサンズなどでプレー〉、* 1984年）[394]
- 15日 - ジョー・ブライアント（ アメリカ合衆国、バスケットボール〈選手としてフィラデルフィア・セブンティシクサーズなどでプレー、指導者としてレラカムイ北海道でヘッドコーチを務めた〉、* 1954年）[395]
- 19日 - ケバン・ゴスパー（ オーストラリア、陸上競技〈短距離走選手として1956年メルボルン五輪男子4×400mリレーで銀メダル獲得。現役引退後に国際オリンピック委員会委員・副会長、元オーストラリアオリンピック連盟会長、元メルボルン行政委員長などを歴任した〉、* 1933年）[396][397]
- 20日
  - 船川誠（静岡県、野球〈高校野球指導者として静岡高等学校・清水東高等学校・静岡市立高等学校・城南静岡高等学校で野球部監督を歴任した〉、* 1949年）[398][399]
  - モアシール・ロドリゲス・ドス・サントス（ ブラジル、サッカー〈アトレチコ・ミネイロなどでプレーし、セレソンで国際Aマッチ6試合出場〉、* 1970年）[400]
- 22日
  - キャロリン・シューラー（ アメリカ合衆国、水泳〈競泳選手として1960年ローマ五輪女子100mバタフライで金メダルを獲得〉、* 1943年）[401]
  - 坂田信弘（熊本県、ゴルフ〈プロゴルファー。ゴルフ指導者としてジュニア時代の上田桃子、古閑美保、安田祐香らを指導・育成。また漫画原作者として『風の大地』、『奈緒子』などを執筆〉、* 1947年）[402][403]
- 28日 - ダグ・クリーク（ アメリカ合衆国、野球〈サンフランシスコ・ジャイアンツ、阪神タイガースなど投手〉、* 1969年）[404][405]
- 30日 - 阿南準郎（大分県、野球〈広島東洋カープ・近鉄バファローズ内野手、第11代カープ監督として1986年にセントラル・リーグ優勝を果たす〉、* 1937年）[406]

### 8月
- 1日 - クレイグ・シェイクスピア（ イングランド、サッカー〈選手時代はウォルソールFCなどでプレー、指導者としてはレスター・シティFCでヘッドコーチを務めた〉、* 1963年）[407]
- 4日 - 宅和本司（福岡県、野球〈南海ホークス、近鉄バファローズ投手、1954年度パシフィック・リーグ最多勝利、最優秀防御率、新人王に輝く〉、* 1935年）[408]
- 8日
  - チチ・ロドリゲス（英語版）（ プエルトリコ、ゴルフ〈PGAツアー8勝。バーディーパットを決めた際にダンスを踊るなどおどけたパフォーマンスで人気を博した。1992年に世界ゴルフ殿堂入り〉、* 1935年）[409][410]
  - イッサ・ハヤトウ（ カメルーン、陸上競技・バスケットボール・サッカー〈陸上競技では短距離走・中距離走選手として大会に出場経験を持ち、バスケットボールでは同国代表選手として国際試合出場経験を持つ。またサッカー組織の幹部としても活躍し、国際サッカー連盟【FIFA】副会長・会長代行及びアフリカサッカー連盟会長を歴任した〉、* 1946年）[411]
  - （訃報発表日） - ゾラン・ペトロヴィッチ（ ユーゴスラビア／ セルビア、サッカー〈選手、審判を務め、FIFA公認国際審判としてFIFAワールドカップを始めとする国際Aマッチでレフェリーを担当。また1994年 - 1997年の3年間、日本に滞在し、日本プロサッカーリーグ（Jリーグ）公式戦で審判を務めた〉、* 1952年）[412]
- 9日（訃報発表日） - ケビン・サリバン（ アメリカ合衆国、プロレス〈現役時代はNWAを中心に活躍、1970年代には全日本プロレスに参戦した経歴を持つ〉、* 1949年）[413][414]
- 10日
  - （訃報発表日） 角田大河（滋賀県、競馬〈日本中央競馬会騎手。通算1593戦90勝、重賞1勝。2023年全日本新人王争覇戦優勝〉、* 2003年）[415]
  - 川村禎彦（大阪府、競馬（日本中央競馬会調教師、元騎手・調教助手。騎手時代は主に障害競走で活躍し通算48勝。調教師として通算426勝（うち重賞3勝））、* 1958年）[416]
- 17日 - 高石ともや（北海道、陸上競技・トライアスロン（フォークシンガーとして活動する傍ら国内外のマラソンやトライアスロン大会に出場。ホノルルマラソンには1977年から2019年まで43回連続出場。また有森裕子が1996年アトランタ五輪女子マラソン銅メダルを獲得した時に発した「自分で自分をほめたい」の“生みの親”とされる）、* 1941年）[417][418]
- 24日 - 佐々木秀幸（秋田県、陸上競技（元日本陸上競技連盟常務理事・専務理事。全国小学生交流大会の創立に関わったり1991年世界選手権組織委員会の事務総局次長を務める）、* 1932年）[419]

### 9月
- 1日
  - 角田啓輔（宮城県、卓球（元日本代表、1956年・1957年世界選手権男子団体優勝）、* 1933年）[420]
  - 小林深緑郎（東京都、ラグビーフットボール（関西ラグビー協会元理事長、雑誌連載やテレビ中継の解説者も務めた）、* 1941年）[421]
  - 小田（現姓・塚原）千恵子（長崎県、体操（1968年メキシコ五輪代表。引退後は実夫の塚原光男と共に後進の育成に尽力。主な教え子に小菅麻里、鶴見虹子ら。また2004年アテネ五輪団体総合金メダルの塚原直也は実息）、* 1947年）[422]
- 9日 - 小林邦昭（長野県、プロレス〈新日本プロレスやジャパンプロレスに所属、IWGPジュニアヘビー級王座などを獲得、虎ハンターの異名で、初代と二代目タイガーマスクのライバルとして活躍〉、* 1956年）[423]
- 14日 - オーティス・デービス（ アメリカ合衆国、陸上競技（1960年ローマ五輪男子400m金メダリスト）、* 1932年）[424]
- 15日 - 岩切英司（大阪府、野球〈阪神タイガース・福岡ダイエーホークス捕手、ダイエー育成コーチ。温厚な性格から「スマイリー岩切」の異名を持つ。2020年からはタクシー乗務員として活動〉、* 1961年）[425][426]
- 16日 - 荒木田裕子（秋田県、バレーボール〈日立製作所武蔵工場バレーボール部所属。元全日本女子代表、1976年モントリオール五輪金メダリスト〉、* 1954年）[427]
- 18日 - サルヴァトーレ・スキラッチ（ イタリア、サッカー〈元イタリア代表。1990年のW杯で得点王。1994年から1997年までジュビロ磐田に在籍し通算78試合に出場〉、* 1964年）[428]
- 30日
  - （訃報発表日）ピート・ローズ（ アメリカ合衆国、野球〈シンシナティ・レッズ内・外野手、MLB通算4256安打を記録〉、* 1941年）[429]
  - ディケンベ・ムトンボ（ アメリカ合衆国[注 28]、バスケットボール（NBAデンバー・ナゲッツなどでプレー）（* 1966年）[430]

### 10月
- 2日 - スージー・マクスウェル・バーニング（ アメリカ合衆国、ゴルフ（メジャー大会4勝（うち全米女子オープン3勝）。世界ゴルフ殿堂顕彰者）、* 1941年）[431]
- 3日
  - 吉田均（東京都、競馬〈専門紙「競馬エイト」トラックマン。フジテレビやニッポン放送の競馬中継にも出演した〉、* 1949年）[432]
  - 矢村正（熊本県、競輪（特別競輪での優勝はないものの中野浩一の実質的な師匠、韓国での競輪開催にも尽力した）、* 1950年）[433]
- 5日 - 三上大樹（神奈川県、スポーツアナウンサー（テレビ朝日アナウンサー。主にプロ野球やプロレス、フィギュアスケートの実況を担当。本年のパリ五輪ではバスケットボール、バドミントン、アーティスティックスイミングの実況を担当した）、* 1986年）[434][435]
- 6日
  - ヨハン・ニースケンス（ オランダ、サッカー〈アヤックス・アムステルダムなどでプレーし、同国代表として2大会連続ワールドカップ準優勝〉、* 1951年）[436]
  - 宗和孝宏（兵庫県、モータースポーツ〈オートバイレーサーとして活躍、その激しい走行スタイルから「タイガー宗和」の異名を取る〉、* 1965年）[437]
- 8日 - ルイス・ティアント（ キューバ、野球〈MLB・クリーブランド・インディアンス、ボストン・レッドソックスなど投手〉、* 1940年）[438]
- 9日 - 白井寛（熊本県、空手道（イタリアでの空手普及に尽力）、* 1937年）[439]
- 16日 - 李来発（ チャイニーズタイペイ、野球〈南海ホークス外野手、現役引退後は指導者として中華民国代表監督を努めた〉、* 1956年）[440]
- 22日
  - アンネリー・エアハルト（ 東ドイツ／ ドイツ、陸上競技〈1972年ミュンヘン五輪女子100mハードル金メダリスト〉、* 1950年）[441]
  - フェルナンド・バレンズエラ（ メキシコ、野球〈ロサンゼルス・ドジャースなど投手、スクリューボールの名手と謂われた〉、* 1960年）[442]
- 24日 - アブデラジズ・バラダ（ モロッコ、サッカー〈オリンピック・マルセイユなどでプレーし、元モロッコ五輪代表として、2012年ロンドン五輪で主将を務める〉、* 1989年）[443]
- 25日 - ジョゼ・カルロス・ジ・アウメイダ（ ブラジル、サッカー〈サンパウロFCなどでプレー、セレソンでは1998年のワールドカップフランス大会に出場した〉、* 1967年）[444]
- 30日 - 曺恵貞（ 韓国、バレーボール〈元韓国女子代表として1976年モントリオール五輪にて銅メダルを獲得〉、* 1953年）[445]

### 11月
- 8日 - マーティ・キーナート（ アメリカ合衆国、野球・バスケットボール〈来日後スポーツジャーナリストとして活動する一方、東北楽天ゴールデンイーグルス初代ゼネラルマネージャー・球団アドバイザー、Bリーグ・仙台89ERSオーナー代行・シニアアドバイザーを歴任。他にも東北大学特任教授や仙台大学副学長を務める〉、* 1946年）[446][447]
- 9日 - 荒井政雄（山口県、レスリング〈1976年モントリオール五輪フリースタイル57kg級銅メダリスト。1975年世界選手権同級優勝〉、* 1949年）[448]
- 10日 - ダラス・ロング（ アメリカ合衆国、陸上競技〈砲丸投げ選手。1964年東京五輪金メダリスト、1960年ローマ五輪銅メダリスト〉、* 1940年）[449]
- 12日 - 北の富士勝昭（北海道、相撲〈出羽海部屋／九重部屋所属、第52代横綱、年寄・第12代九重部屋師匠、大相撲解説者〉、* 1942年）[450]
- 14日
  - 徳武定之（定祐）（東京都、野球〈国鉄スワローズ内野手、ロッテオリオンズ・中日ドラゴンズコーチ・監督代行、早稲田大学コーチ〉、* 1938年）[451][452]
  - 横溝三郎（神奈川県、陸上競技〈東京国際大学駅伝部監督。中央大学時代に碓井哲雄（2021年没）らと共に箱根駅伝の6連覇に貢献。1964年東京五輪3000メートル障害代表。現役引退後は中央大学コーチ、松下通信工業【現・パナソニック コネクト】女子陸上競技部監督などを歴任。日本テレビ系『新春スポーツスペシャル箱根駅伝』解説者も務める〉、* 1939年）[453]
- 21日 - 飯田藍（大阪府、テニス（日本女子テニス連盟名誉会長。指導者としては松岡修造や辻野隆三らを育成）、* 1939年）[454]
- 27日 - マイティ井上（大阪府、プロレス〈国際プロレス、全日本プロレスに所属し、IWA世界ヘビー級王座などを獲得。現役引退後はレフェリーに転向した〉、* 1949年）[455]

### 12月
- 1日 - イルケ・ヴィルダ（ ドイツ、陸上競技〈1996年アトランタ五輪女子円盤投金メダリスト〉、* 1969年）[456]
- 2日
  - ヘルムート・ドゥカダム（ ルーマニア、サッカー〈ステアウア・ブカレストでプレー。後に同クラブの会長として経営の指揮を執った。またルーマニア代表でも2試合出場した〉、* 1959年）[457]
  - イスラエル・バスケス（ メキシコ、 ボクシング〈元世界ボクシング評議会（WBC）世界スーパーバンタム級王者）、* 1977年）[458]
- 3日（訃報発表日） - ニール・フレーザー、（ オーストラリア、テニス〈1960年ウィンブルドン選手権、1959年・1960年全米選手権男子シングルス優勝〉、* 1933年）[459]
- 4日 - 菊間崇祠（東京都、バレーボール〈八王子実践高等学校教員兼バレーボール部監督を長く務め、三屋裕子や宮島恵子、大林素子など、後に日本女子代表となった選手を多く育成。元フジテレビアナウンサーで弁護士の菊間千乃の実父〉、* 1934年）[460]
- 5日 - 賀川浩（兵庫県、サッカー〈選手として旧制神戸第一中学校、旧制神戸商業大学などでプレー、産経新聞社記者やフリージャーナリストとしてサッカーを中心に各種スポーツ競技を取材、報道した〉、* 1924年）[461]
- 9日 - 小倉智昭（秋田県、スポーツアナウンサー〈元東京12チャンネル（現・テレビ東京）アナウンサー。同局時代は競馬中継などの実況を担当、フリーになってからはフジテレビ系のオリンピック中継や陸上ロードレース中継のキャスターなどを務める〉、* 1947年）[462]
- 19日 - 渡邉恒雄（東京都、野球・相撲〈読売新聞グループ本社代表取締役主筆。スポーツ関係ではプロ野球読売ジャイアンツオーナー、大相撲横綱審議委員会委員長を歴任〉、* 1926年）[463][464]
- 20日 - リッキー・ヘンダーソン（ アメリカ合衆国、野球〈オークランド・アスレチックスなど外野手、史上最高の一番打者と謳われた〉、* 1958年）[465][466]
- 27日
  - グレッグ・ガンベル（ アメリカ合衆国、スポーツアナウンサー〈CBSスポーツアナウンサー。黒人アナウンサーとして初のスーパーボウルの実況を担当〉、* 1946年）[467][468][469]
  - 戸谷真人（神奈川県、スポーツアナウンサー（元文化放送アナウンサー。『文化放送ライオンズナイター』や大相撲実況などを担当。秋山幸二の打球を金村義明が好捕した時に発した「飛びついた、金村捕ったー! ナイスプレー、この野郎」など軽妙な実況で有名）、* 1946年）[470][471]
- 31日 - 井上眞一（愛知県、バスケットボール（桜花学園高等学校監督。全国高校総体で25度、全国高校選手権で24度の優勝を飾る。主な教え子に大神雄子、髙田真希、馬瓜エブリン、渡嘉敷来夢ら）、* 1946年）[472]